# Basílica de San Andrés (Vercelli)
La basílica de San Andrés (en italiano: Basilica di Sant'Andrea) es una iglesia medieval italiana, uno de los monumentos más importantes y conocidos de la ciudad piamontina de Vercelli. Es un ejemplo temprano de la arquitectura gótica italiana, inspirada en modelos cistercienses. Tiene, desde tiempo inmemorial, la dignidad eclesiástica de basílica menor.
Fue fundada en 1219 por voluntad del cardenal Guala Bicchieri (ca. 1150-1227) y completada en 1227. En ella se mezclan de forma paradigmática la tradición románica (manifestada en la fachada a dos aguas y las logias con arquerías) y las nuevas influencias del gótico europeo. La fachada estrecha entre dos torres (un caso bastante raro en Italia), tiene tres amplios portales abocinados. Dos haces de columnillas rodean el portal central y siguen hacia arriba hasta el más bajo de los dos órdenes de logias que separan la fachada verdadera de un frontón triangular de inspiración clasizante. El gran rosetón se coloca en la intersección de las diagonales que cortan la fachada. El diseño es racionalmente proporcionado, «lúcido como un teorema y lleno de tensión contenida: o como una verdad lógica intuida en el éxtasis» (Giulio Carlo Argan). El proyectista le dio un gran valor a la calidad cromática de los materiales utilizados: está el blanco de los enfoscados, el rojo del ladrillo, el verde de las formas. Externamente, destacan el tiburio octogonal, coronado por una alta linterna, y los arbotantes.
Geza de Francovich atribuye la luneta del portal central de la basílica (que representa el martirio que sufrió el apóstol Andrés en la cruz en Patras) al arquitecto y escultor Benedetto Antelami, mientras que Argan atribuye todo el diseño a Antelami.
El interior es de cruz latina (crux commissa), mientras que el coro tiene una forma rectangular.

## Historia

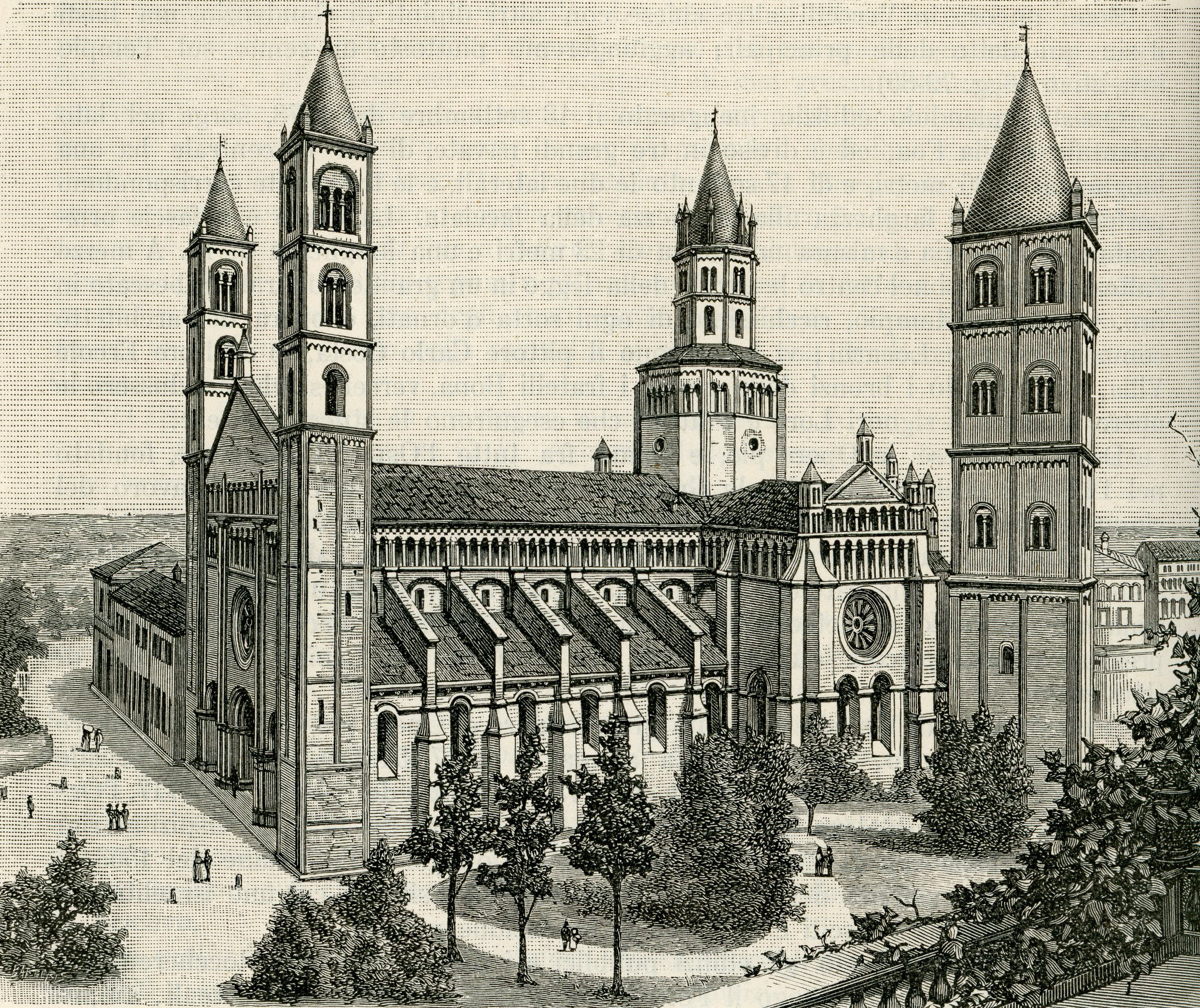
Xilografía de Barberis (La patria, geografia dell'Italia, de Gustavo Strafforello, Turín 1891)

La basílica fue edificada entre 1219 y 1227 por iniciativa del cardenal Guala Bicchieri. La primera piedra para la construcción de la nueva iglesia se colocó, en presencia del obispo Ugone, el 19 de febrero de 1219. El cardenal había regresado recientemente de Inglaterra, donde, en su papel de legado papal, había podido ganarse la estima y la gratitud. del rey Enrique III, hasta el punto de obtener como recompensa las anualidades perpetuas de la abadía de San Andrés en Chesterton, Cambridge. Gracias a los recursos financieros disponibles, el cardenal decidió llamar a Vercelli, llegados de París, a algunos canónigos de la abadía de San Víctor (luego Congregación de San Víctor) y encargarles la titularidad de la abadía en construcción, así como del hospital para los peregrinos cuya construcción comenzó en 1224. Probablemente fueron esos canónigos, y en particular el abad Tommaso Gallo, antiguo profesor de la Universidad de París, los que importaron en el área de Vercelli las novedades de la arquitectura gótica que surgieron en la región de la Île-de-France.
Aprovechando sus habilidades diplomáticas, el cardenal logró, en los años siguientes, proteger y aumentar las posesiones de la abadía a través de donaciones y privilegios del papa Honorio III y del Emperador Federico II (suyo es el diploma de protección emitido en 1226). En 1227, año en que murió el cardenal Bicchieri en Roma, se terminó la construcción de la basílica.
No se sabe qué arquitecto diseñó la basílica y coordinó las obras, a pesar de que el propio Tommaso Gallo desempeñó un papel activo como conocedor del gótico francés, aunque según Giulio Carlo Argan, el arquitecto podría ser Benedetto Antelami. En cualquier caso, es necesario hacer una hipótesis, de que además del trabajo de arquitectos conscientes de los modelos cistercienses, también intervendrían constructores vinculados a la tradición románica lombardo-emiliana, ya que en la construcción de la basílica hay una fusión entre la reciente afirmación del estilo gótico y el legado de esa tradición.
El complejo arquitectónico abacial ha conservado en gran medida el aspecto original. A principios del siglo XV, se construyó un nuevo campanile en una posición aislada en el lado derecho de la iglesia, en el mismo estilo que los dos campaniles de la fachada. Durante el siglo XVI —cuando los canónigos Regulares de Letrán se hicieron cargo de los cánones de San Vittore— el claustro del monasterio se rehízo, conservando las columnas originales dispuestas en grupos de cuatro que aún se pueden observar en la actualidad.
Con un acta deliberativa del Consejo Municipal del 9 de junio de 1987, el profesor ingeniero Giacomo Donato del Politécnico de Turín preparó la consolidación de la fachada, frente al cementerio. Obra de gran agudeza ingenieril, el arquitecto Valter Vijno de Turín, para la ocasión, tuvo que preparar un levantamiento de precisión, del que se conoció un principio de rotación de las dos torres.
El complejo ha sufrido daños relacionados, además del desgaste del tiempo, con algunos eventos bélicos, como el asedio español de la ciudad de Vercelli en 1617. En 1818 se creó una comisión para la restauración del complejo que confió su construcción a Carlo Emanuele Arborio Mella; las obras finalizaron en 1840. Durante esas restauraciones se encontró el Scrinium (cofano de viaje) del cardenal Guala Bicchieri, ahora conservado en el Museo Cívico de Arte Antiguo de Turín. Otros trabajos de restauración se llevaron a cabo en 1927 y 1955-1960.

## Descripción

### Arquitectura

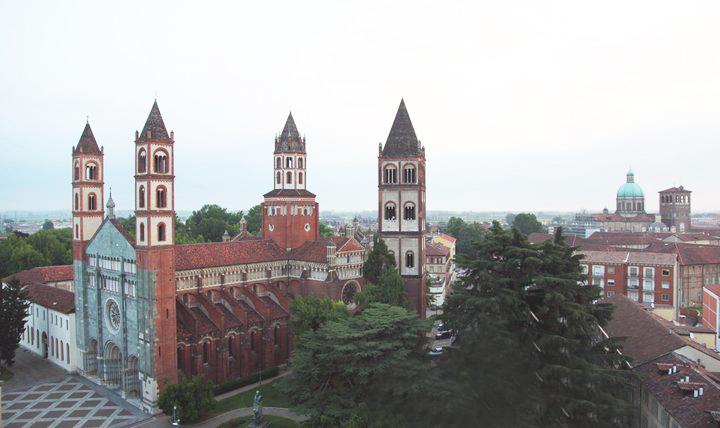
Vista oblicua de la basílica

La iglesia es de planta de cruz latina, con tres naves longitudinales cada una formada por seis tramos; las dos naves laterales son de menor anchura y altura que la central. Mirando la iglesia desde el exterior, se puede observar cómo la nave lateral derecha es atravesada por contrafuertes desde los que se elevan los arbotantes (elementos típicos de la arquitectura gótica) que soportan el empuje de la nave central. El transepto de cinco tramos tiene el mismo ancho y altura que la nave central. En su intersección, se eleva un alto tiburio octogonal, coronado a su vez por un campanario, también octogonal, que termina en una cúspide piramidal de ladrillo. El ábside es de planta rectangular, como era típico en el gótico cisterciense; al observarlo desde afuera está flanqueado por las proyecciones absidales (con un perfil poligonal) de las cuatro capillas que se abren en los brazos del transepto.

### Exterior

#### Fachada

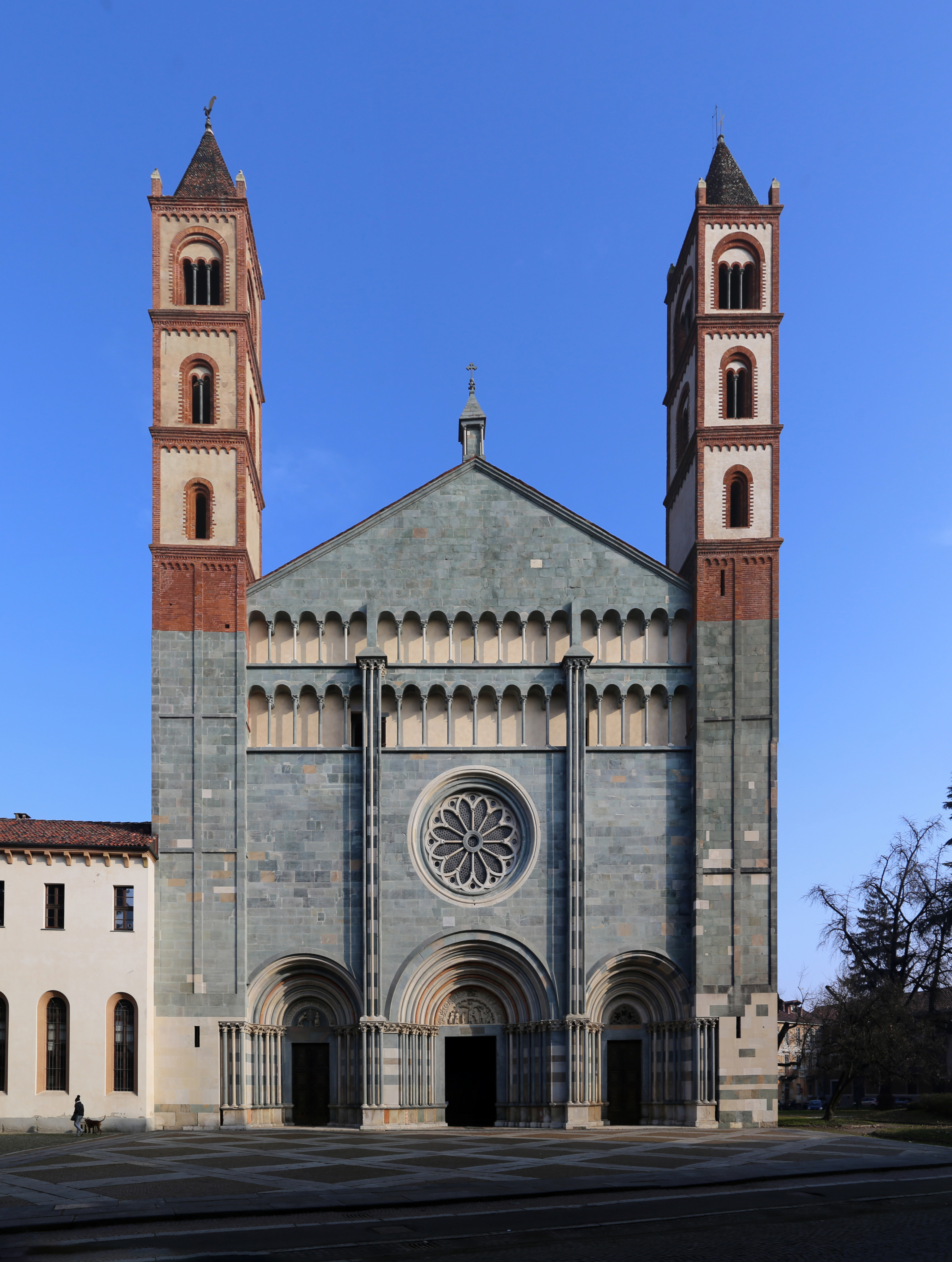
Vista frontal de la fachada

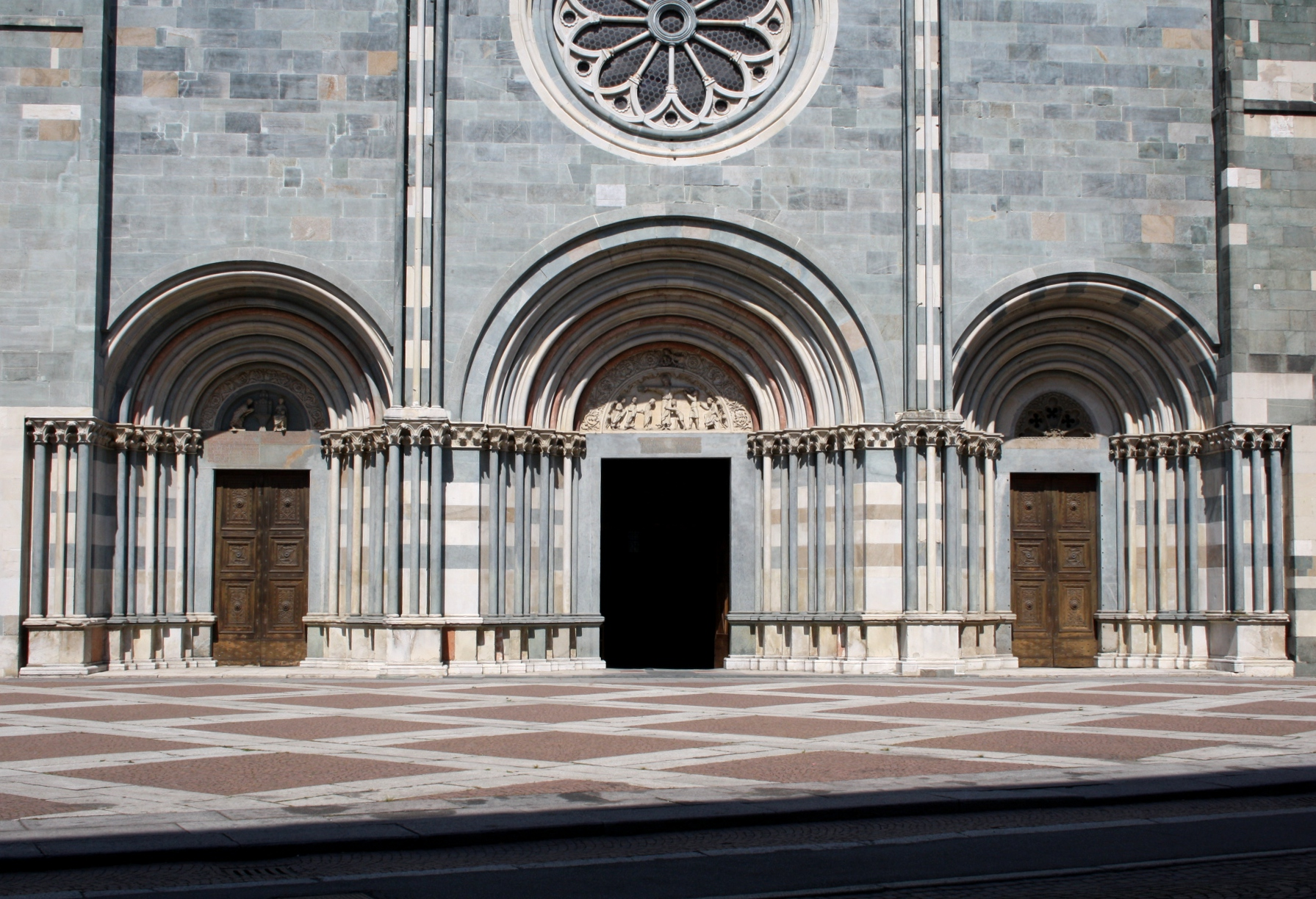
Detalle de los portales

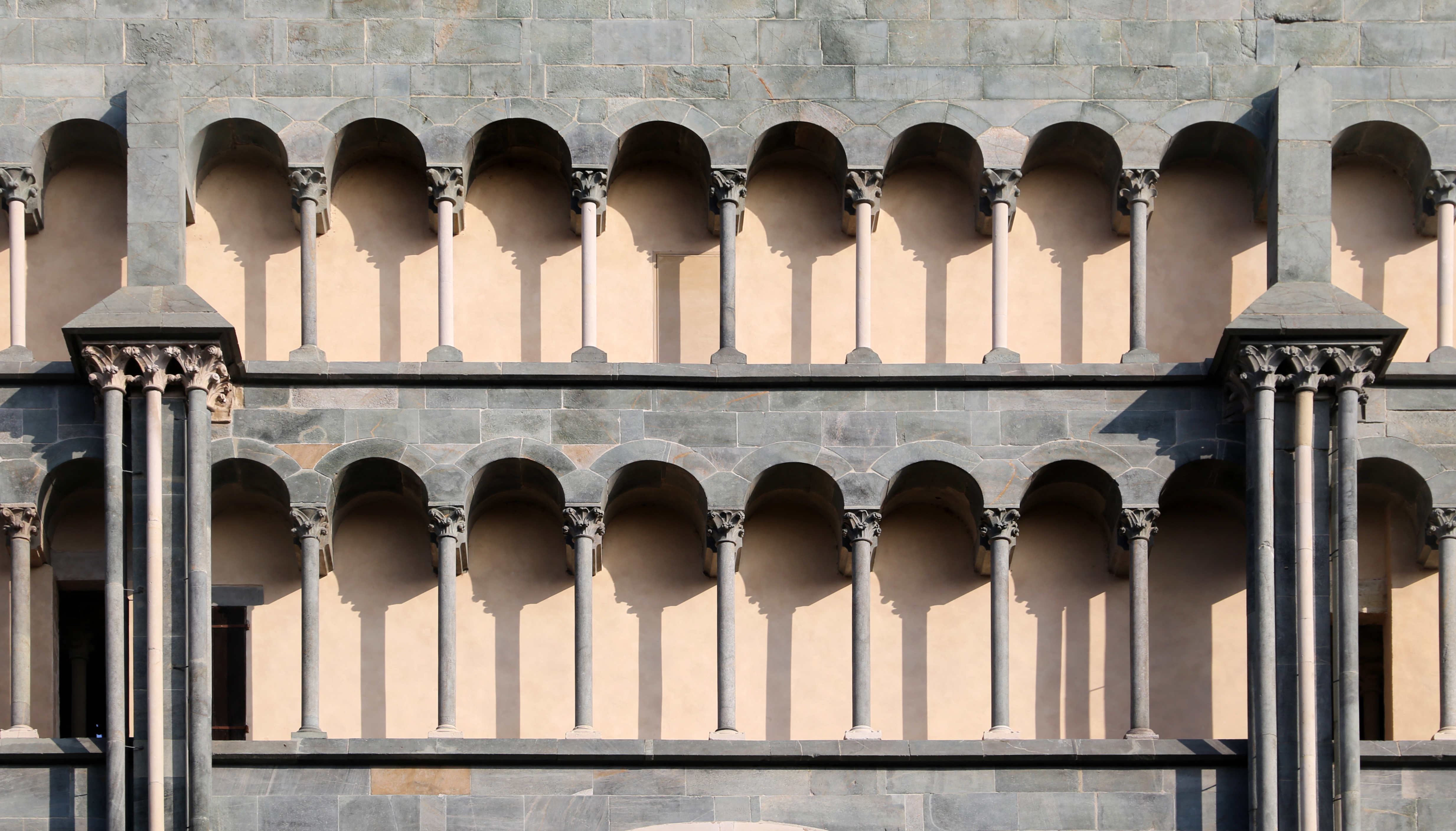
Detalle de la doble logieta de la fachada

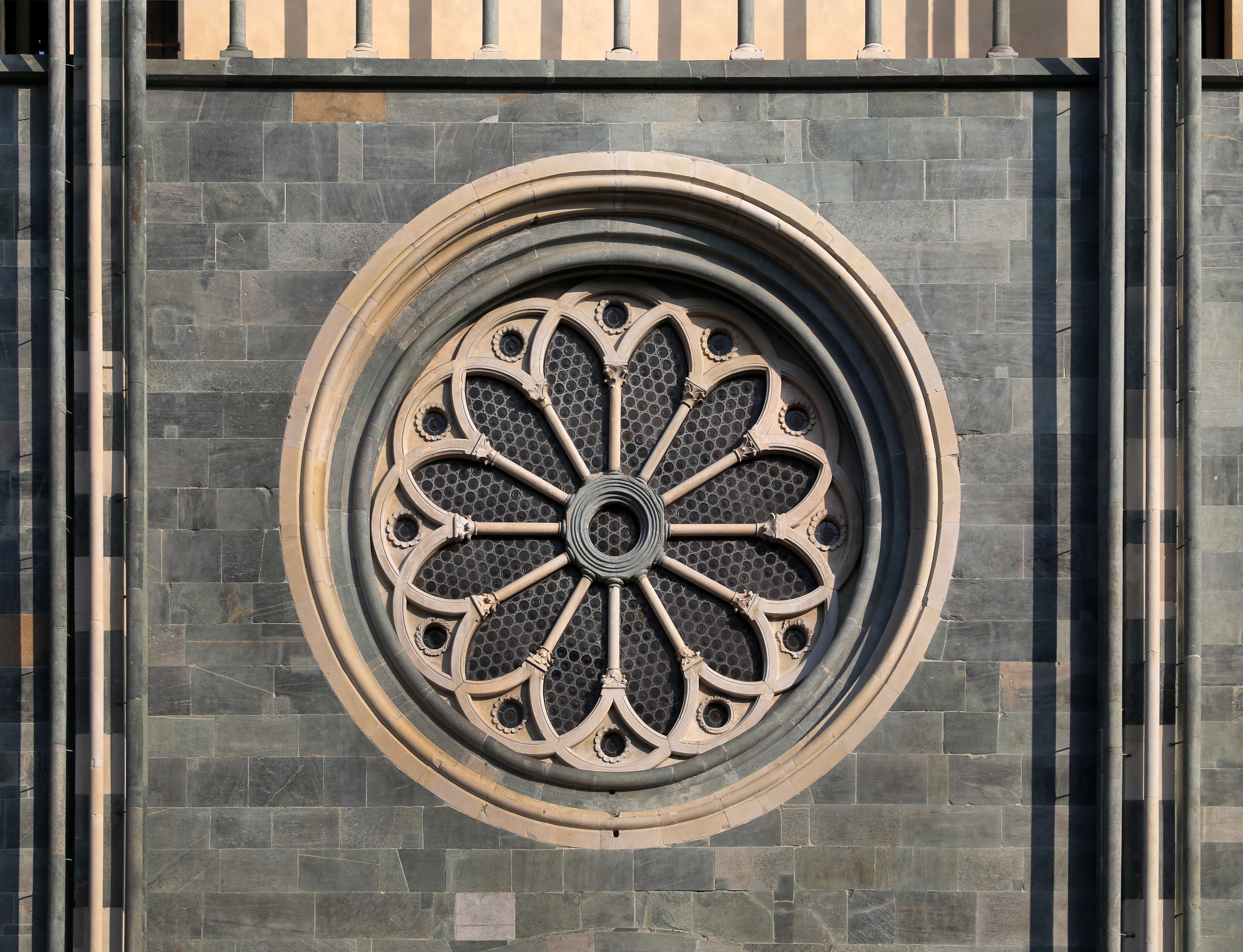
Detalle del rosetón central

La fachada de la basílica se puede admirar por su equilibrio cromático, obtenido gracias al uso de piedra verde de Pralungo, de la rubia calcarenita de Monferrato y de serpentina de Oria, en Valsolda. Esos tonos de color contrastan con el rojo de la cerámica y el blanco de los enfoscados en la parte superior de los dos campanarios gemelos que enmarcan la fachada, en línea con el código cromático de toda la basílica.
La forma de la fachada muestra la deuda estilística de la basílica hacia la arquitectura románica de la zona lombardo-emiliana dada la presencia de elementos como la fachada a dos aguas, los portales con arcos de medio punto, el doble orden de logietas y la presencia del gran rosetón (con una rosa de doce columnillas).
Dos delgadas pilastras a fascio enmarcan el portal central y el rosetón situado por encima. Dos órdenes de logietas, con columnas y capiteles decorados con crochet, cruzan la fachada desde un campanile al otro, y delimitan inferiormente el tímpano, en cuya parte superior se dispone una elegante edicoletta.
Los dos campanarios laterales usan, hasta más o menos la altura del tímpano, el mismo material de construcción de piedra que caracteriza la fachada; luego continúan con una fábrica de ladrillo y finalizan, más arriba, con los enfoscados blancos (abiertos por la sucesión vertical en las ventanas que será habitual: una monófora, una bífora y una trífora en cada uno de los cuatro lados) y las impostas de cuerda roja adornadas con arcos colgantes de terracota. Las cúspides piramidales de los dos campanarios están hechas de ladrillos oscuros; el de la izquierda, rematado con un gallo de hierro forjado y cobre, símbolo de vigilancia, y el de la derecha, con una cruz de San Andrés.
El acceso a la basílica está asegurado por tres portales románicos marcadamente abocinados y adornados por cuatro órdenes de columnas y de arcos emparejados con tonos de diferentes colores (aquí también se usa el mármol rojo de Verona).
De gran interés artístico son los relieves escultóricos dispuestos en las lunetas de los portales central e izquierdo, que se remontan a los años de construcción de la iglesia. La luneta central muestra (como la escritura de caracteres semigóticos grabada en el dintel indica puntualmente) la escena del Martirio di Sant'Andrea. En el centro se observa la figura de san Andrés crucificado en una rústica cruz (en una forma que imita la crucifixión de Jesús); a la derecha Egea, procónsul de Acaya, que ordena a dos de sus secuaces la ejecución del martirio; a la izquierda está representada la virgen cristiana que dio sepultura al cuerpo del santo junto con dos fieles; en las arquivoltas, adornadas con decoraciones florales, hay un ángel que lleva el alma del santo al cielo.
En la luneta de la izquierda (restaurada en el siglo XIX) se observa la escena del Cardinale Guala Bicchieri che offre la chiesa a Sant'Andrea in trono [Cardenal Guala Bicchieri ofreciendo la iglesia a san Andrés en el trono]. Una inscripción dedicatoria grabada en el arquitrabe comienza con el verso «Lux cleri patriaeque decus» y continúa con un amplio elogio de la virtud del cardenal, lo que sugiere que el relieve tallado se realizó después de 1227, la fecha de la muerte de Bicchieri. La luneta de la derecha tiene una decoración (que no corresponde a la original) con pequeñas columnillas dispuestas en un patrón radial y arcos de tres lóbulos.
El autor de los dos grupos escultóricos es quizás identificable en Benedetto Antelami o, más probablemente, en maestros seguidores de Antelami, provenientes del entonces en construcción baptisterio de Parma.

Detalles de los portales de la fachada
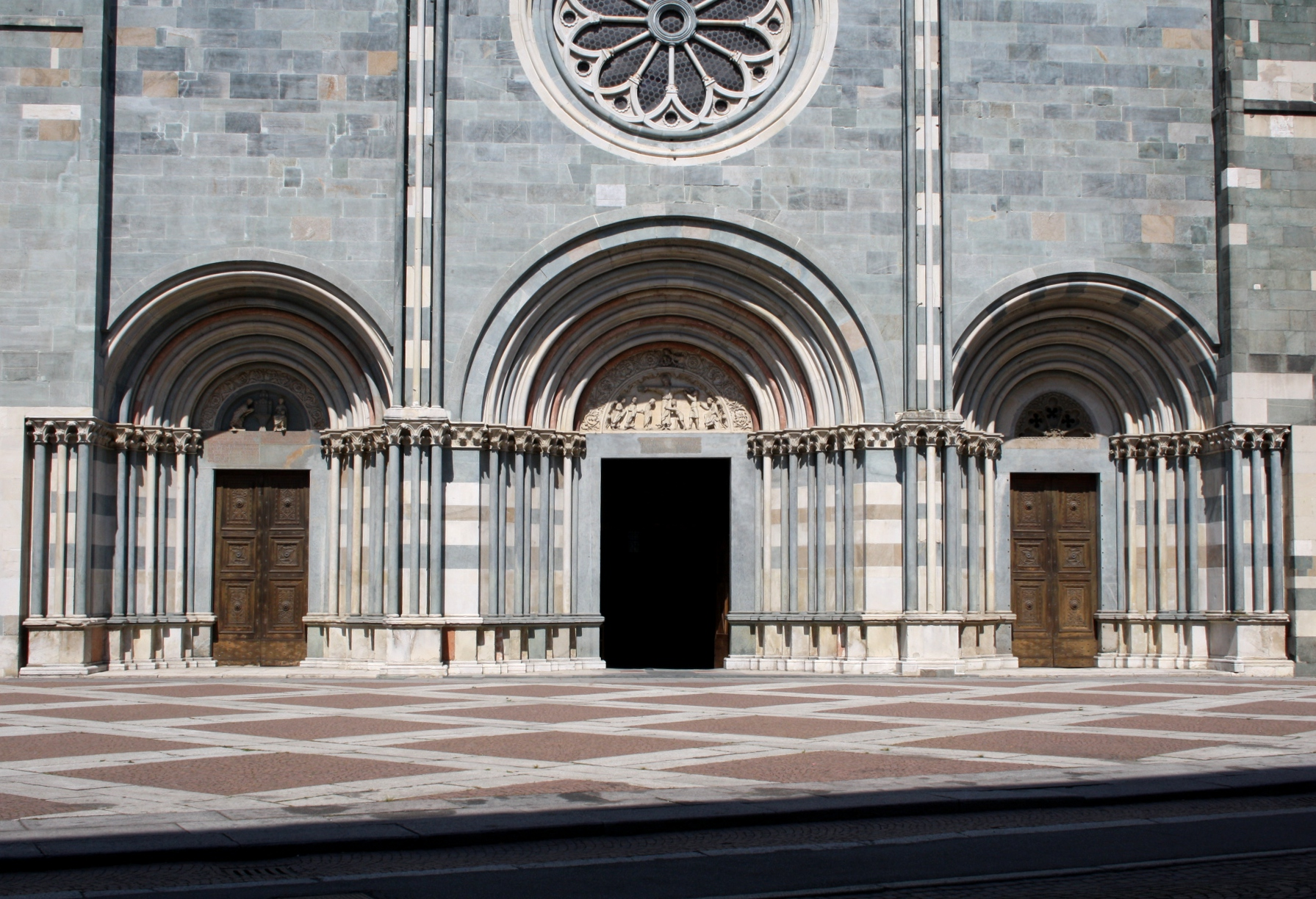
Detalle de los portales
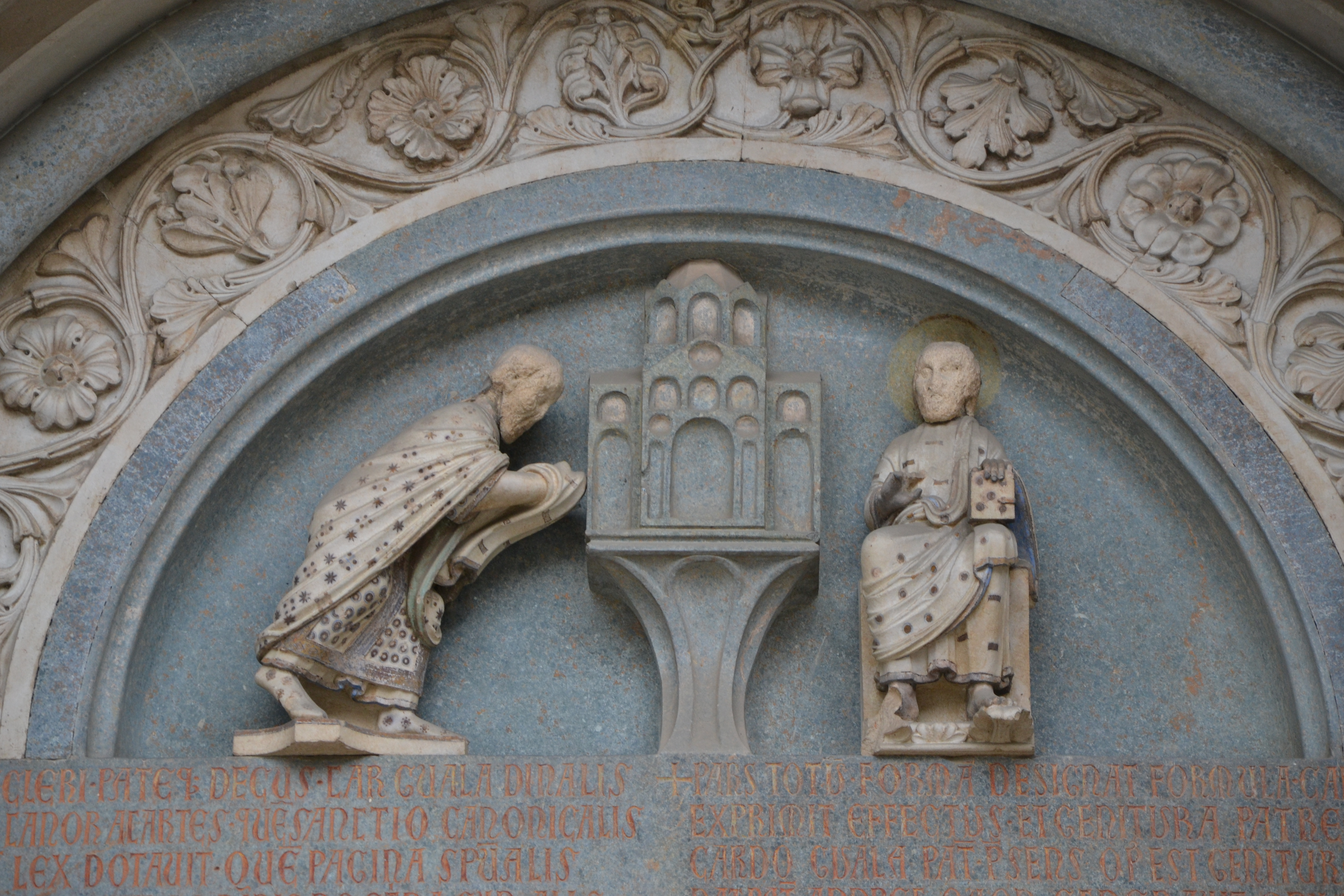
Luneta del portal de la izquierda, Il cardinale Bicchieri offre la chiesa a Sant'Andrea in trono
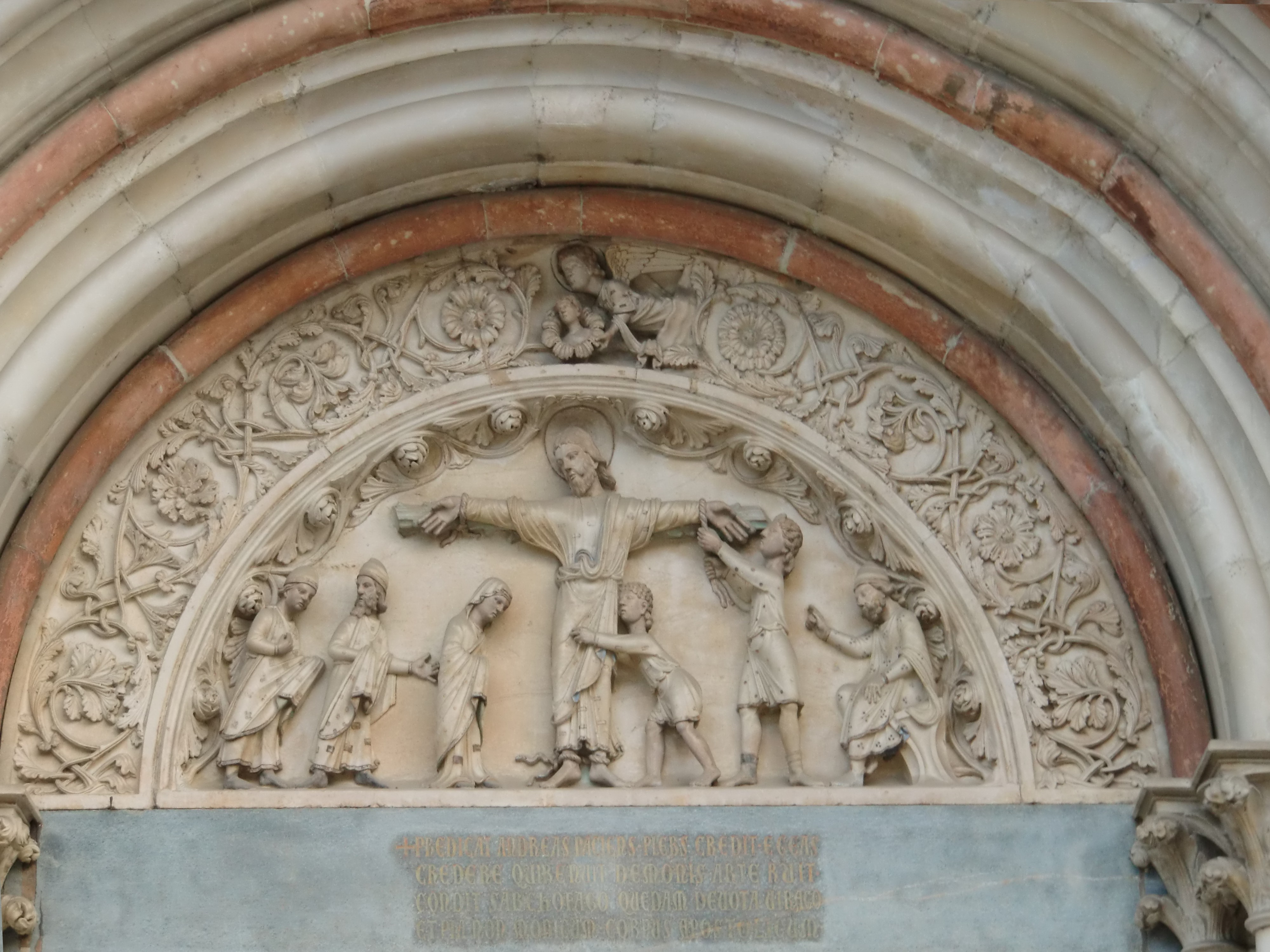
Detalle de la luneta del portal central, con el Martirio di Sant'Andrea
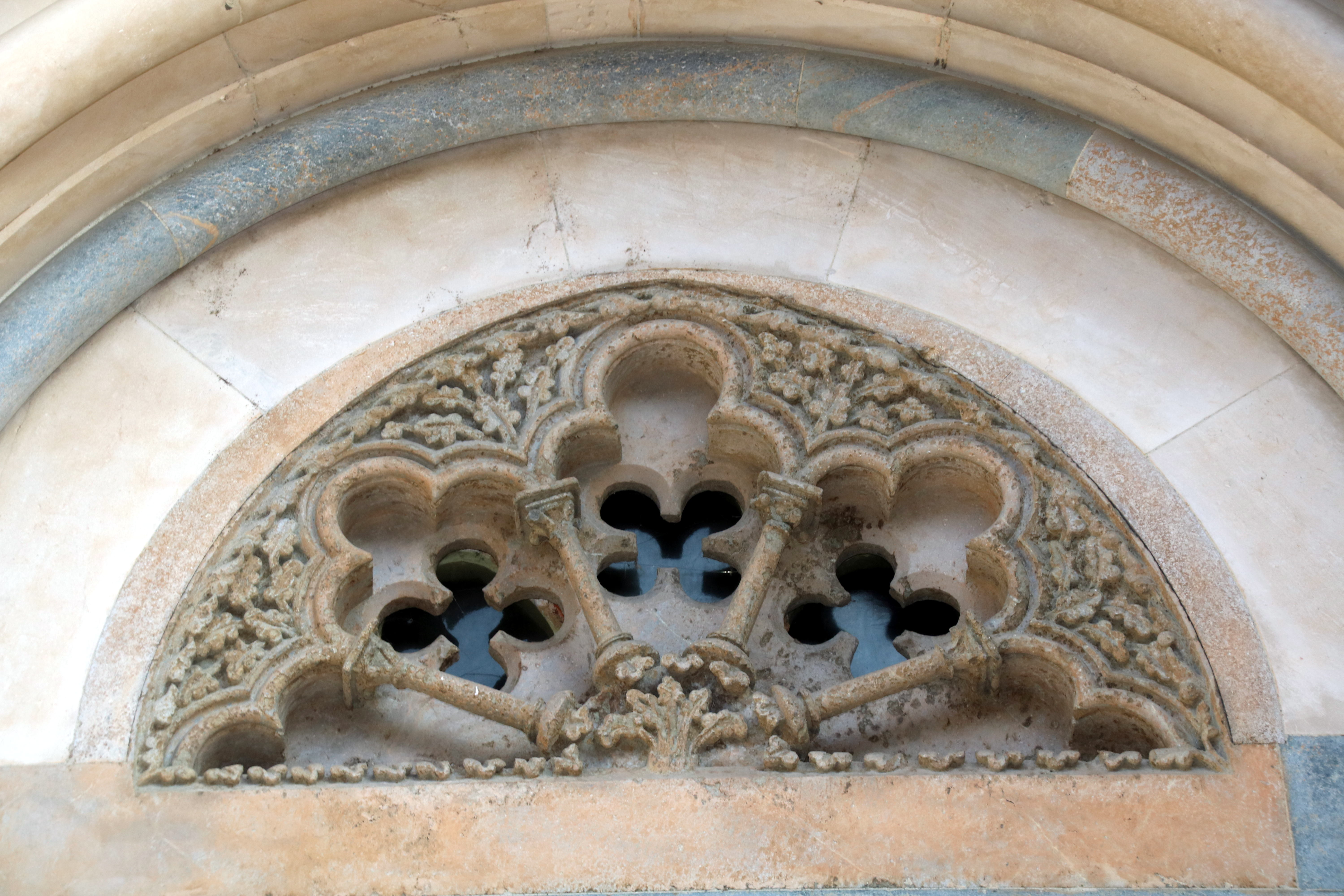
Detalle de la luneta derecha, reformada
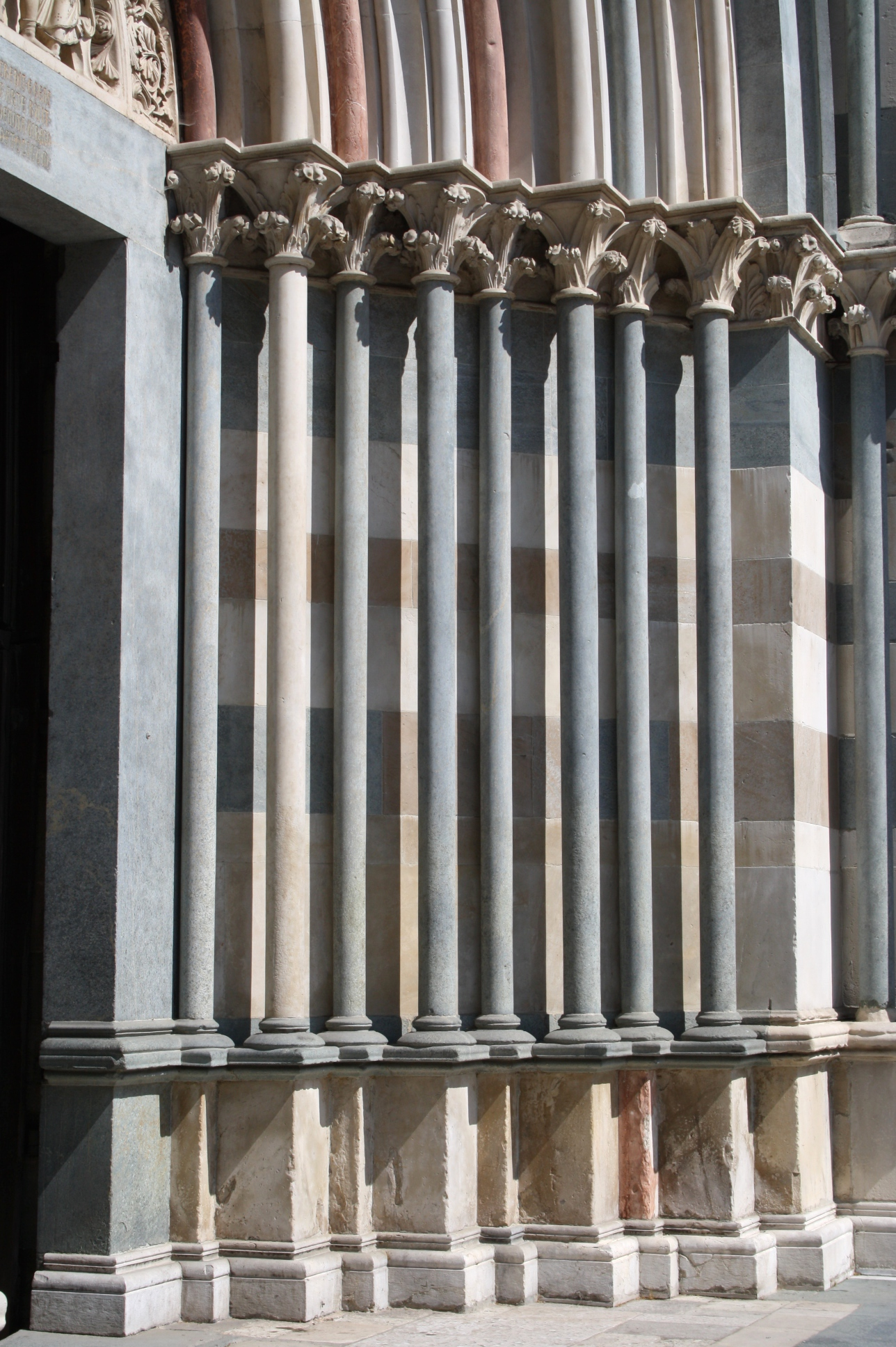
Detalle del abocinamiento

#### Ábside, tiburio y otros elementos externos

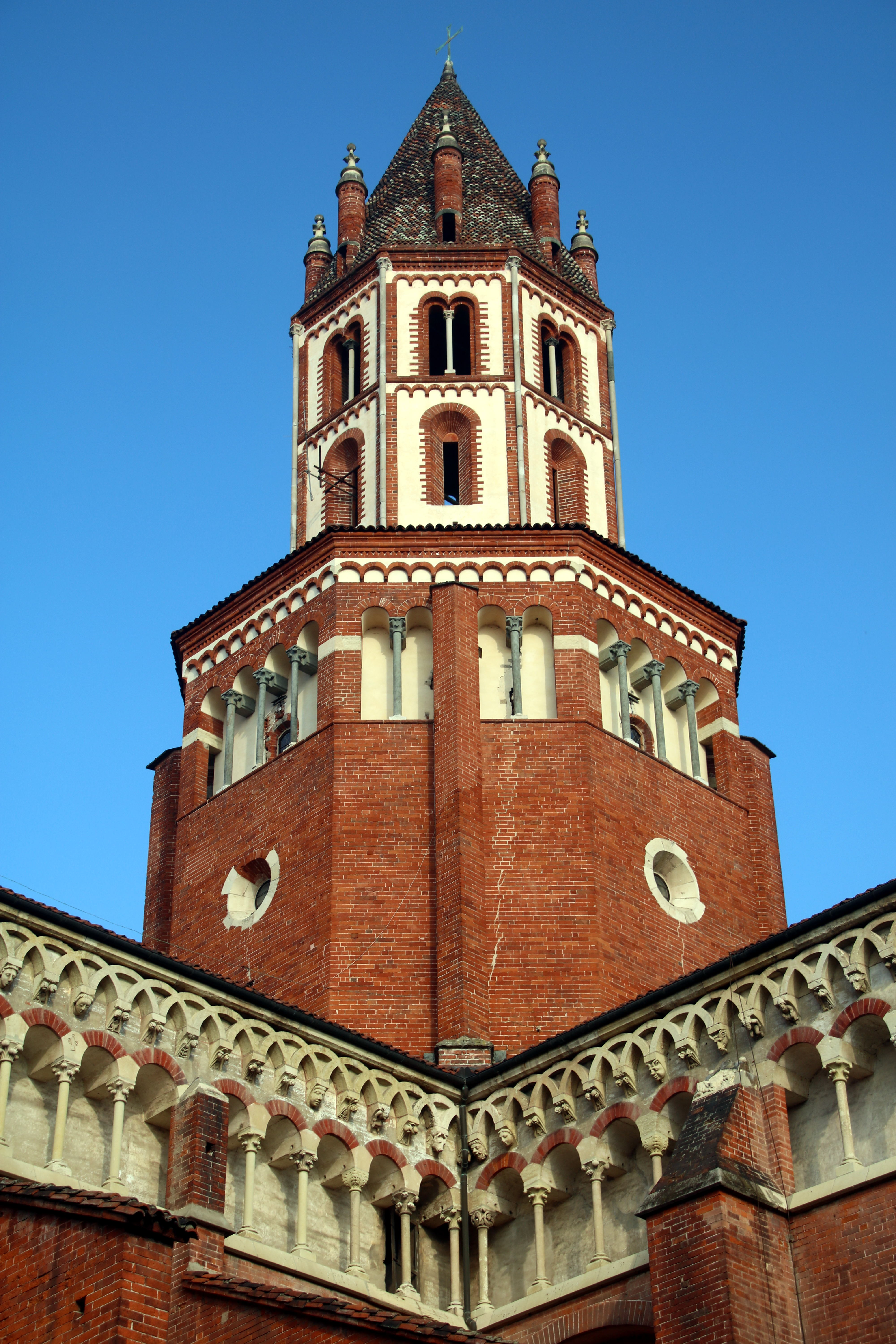
Detalle del tiburio

La poderosa mole de la fábrica se aligera y encuentra su sobria elegancia gracias a un conjunto de elementos decorativos y de colores que marcan sugestivamente su apariencia. A lo largo de todo su perímetro corre una galería con columnillas y capiteles con crochet que prolongan idealmente la loggieta inferior de la fachada; está coronada por una decoración de arquerías colgantes cruzadas dos a dos que descansan en ménsulas esculpidas (con figuras de cabezas, de animales fantásticos y motivos vegetales). Esos elementos componen, bajo la aguada inclinada de la cubierta, una banda de color blanco que destaca por contraste con el rojo de los ladrillos.
El contrapunto entre el blanco y el rojo también marca la apariencia del tiburio (también refinado con una logieta formada por esbeltas columnas) y la de la torre del campanario de remate sobre él, con sus enfoscados blanca calados por ventanas, monóforas y bíforas esta vez, con las cornisas rojas que marcan la altura, hasta la oscura cúspide pirámidadl final, con pináculos en el medio de cada cara circundándolo.
Los extremos exteriores de los brazos del transepto y del ábside están ornados con elementos decorativos similares, con dos logietas superpuestas y edículos dispuestos en la parte superior del tímpano; sola una de las fachadas del transepto es tal, la derecha, aislada y que se puede bordear, en la que son dignas de mención el rosetón y las tres grandes monóforas de doble abocinamiento. El remate lateral opuesto solo se trata como fachada en la parte alta, ya que en la baja se ha adosado uno de los lados del claustro.
También el campanile que se eleva aislado en el lado derecho de la iglesia —en una disposición ligeramente oblicua con respecto al brazo derecho del transepto— es el más alto de la ciudad con sus 65 metros de altura, y aunque fue construido posteriormente, a principios del siglo XV, presenta unas formas y colores que combinan armoniosamente con los de la basílica.

Vistas laterales de la basílica
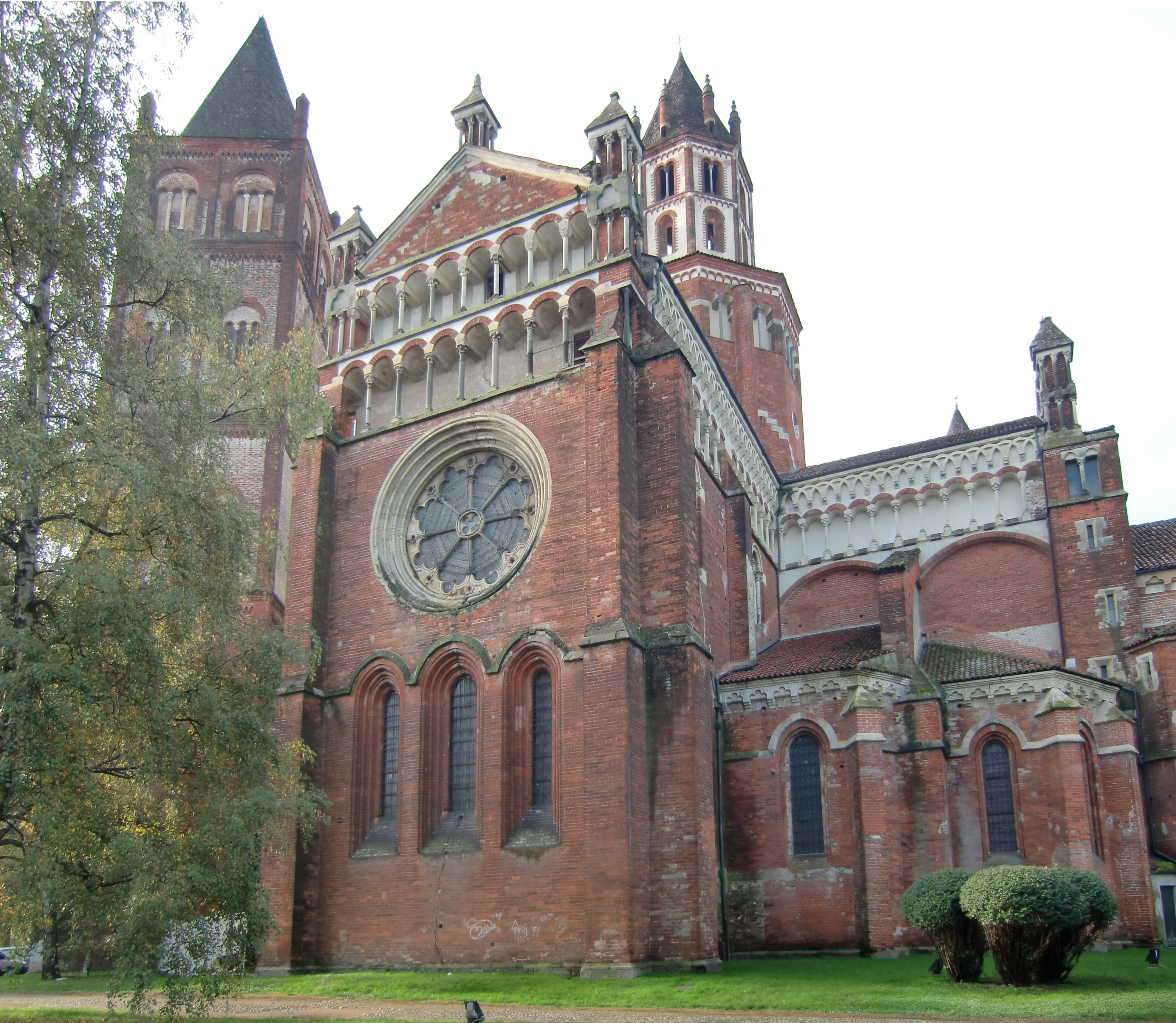
Campanile lateral, ábside y proyecciones de las capillas absidiales del transepto
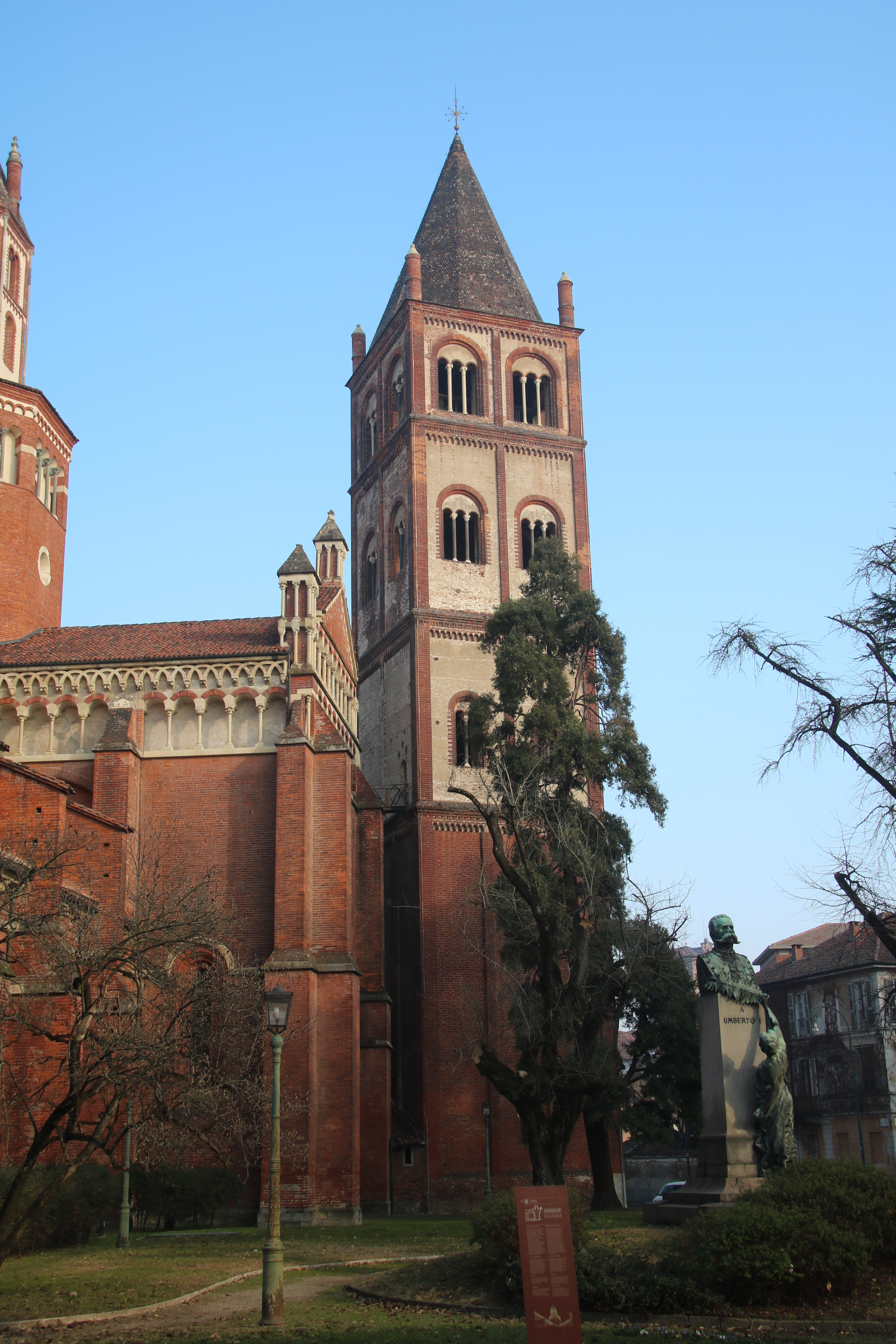
Vista del campanile lateral aislado
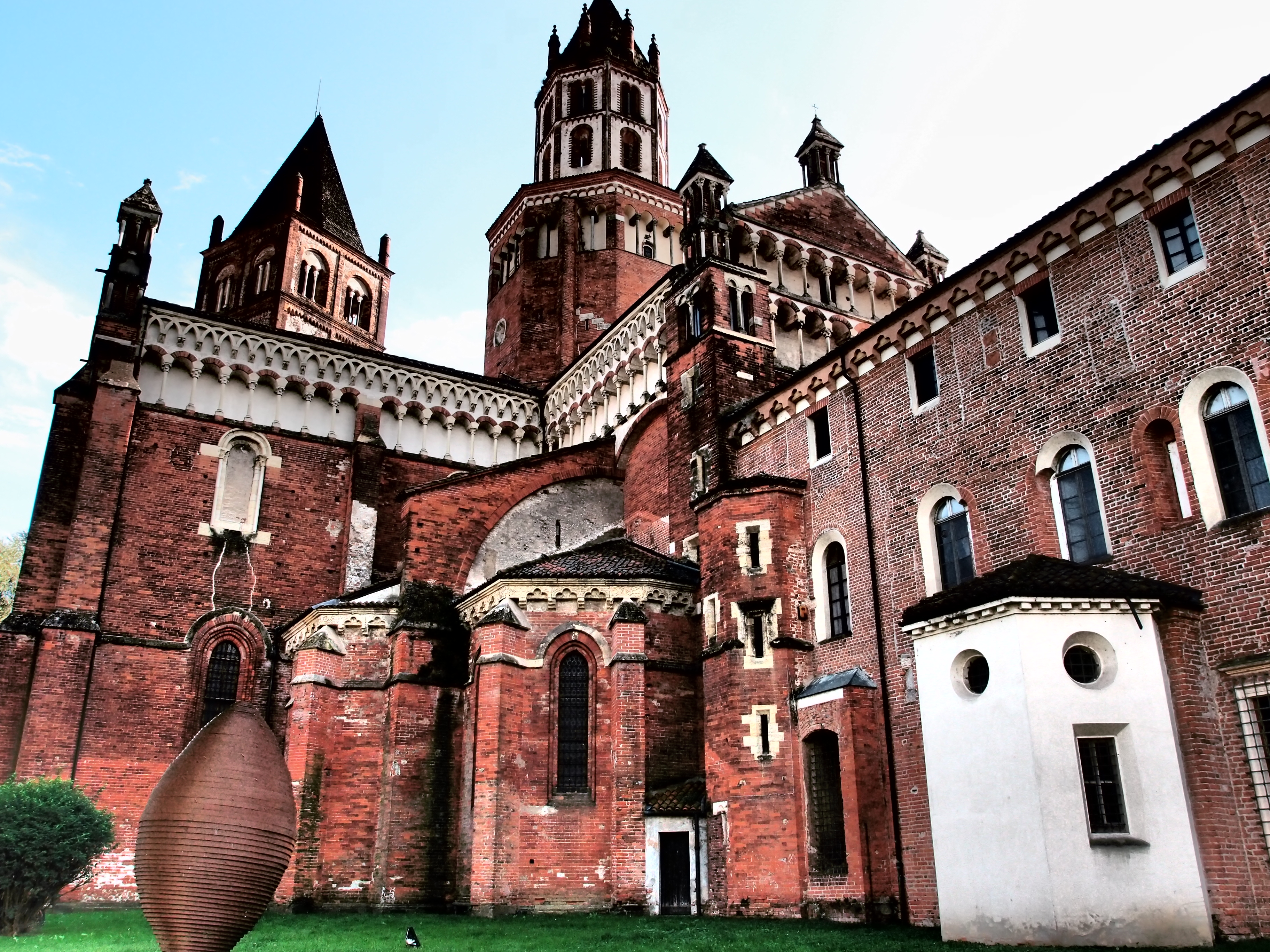
El otro brazo del transepto, prolongado con una de las alas del claustro.
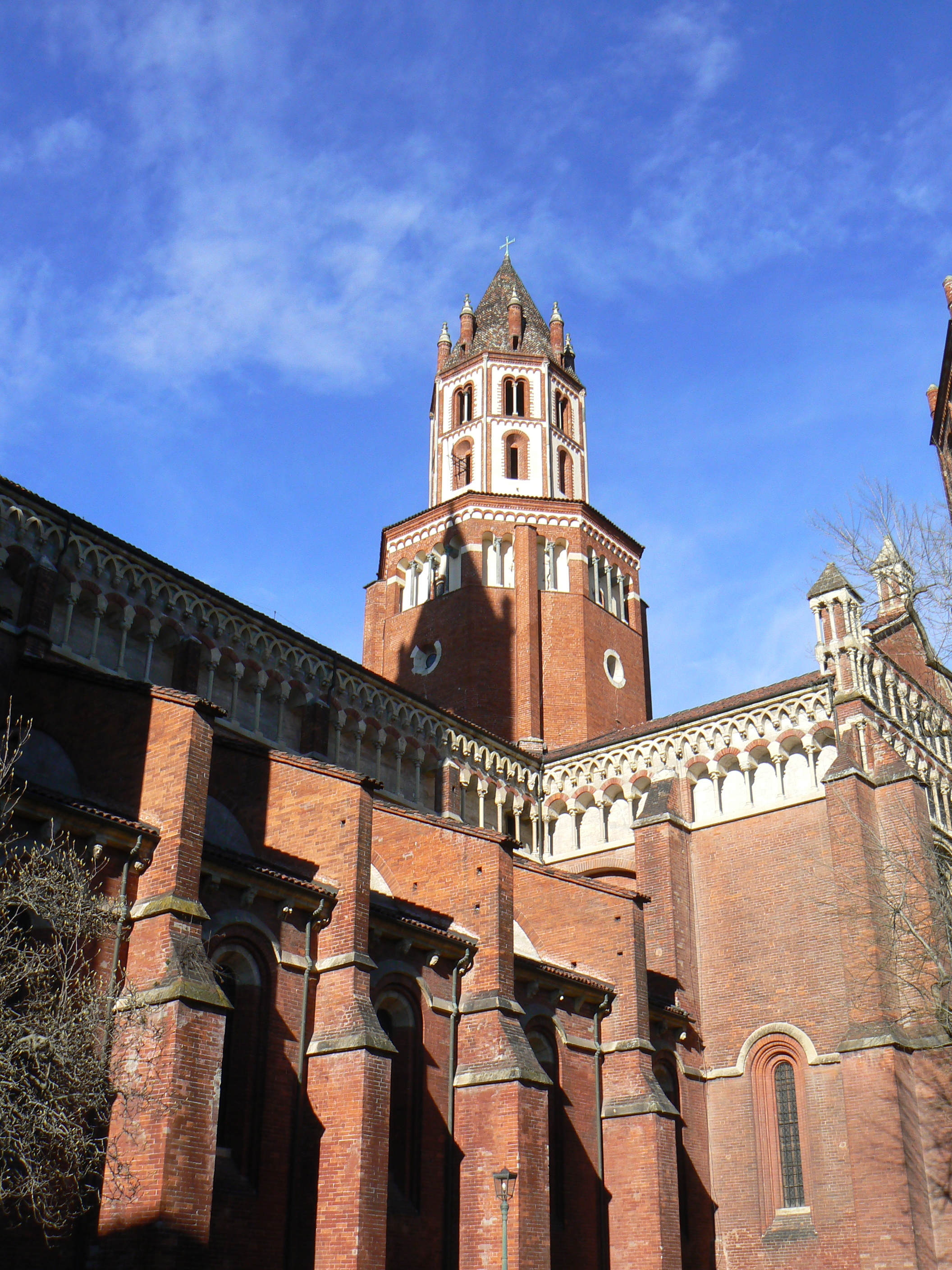
Lateral en el que se observan los contrafuertes
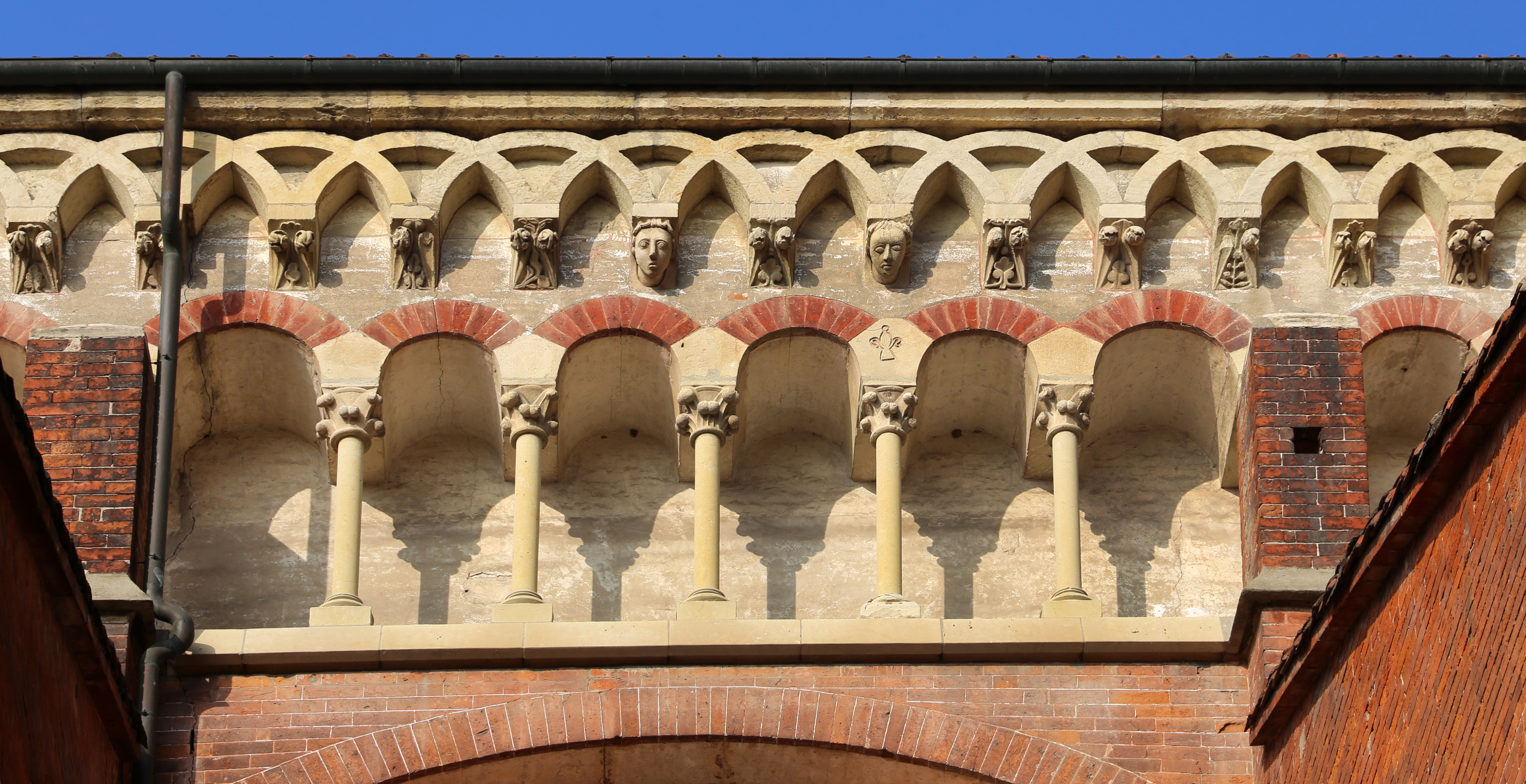
Detalle de la logieta que corre por los laterales, con la arcada calda y los arcos entrecruzados

### El claustro

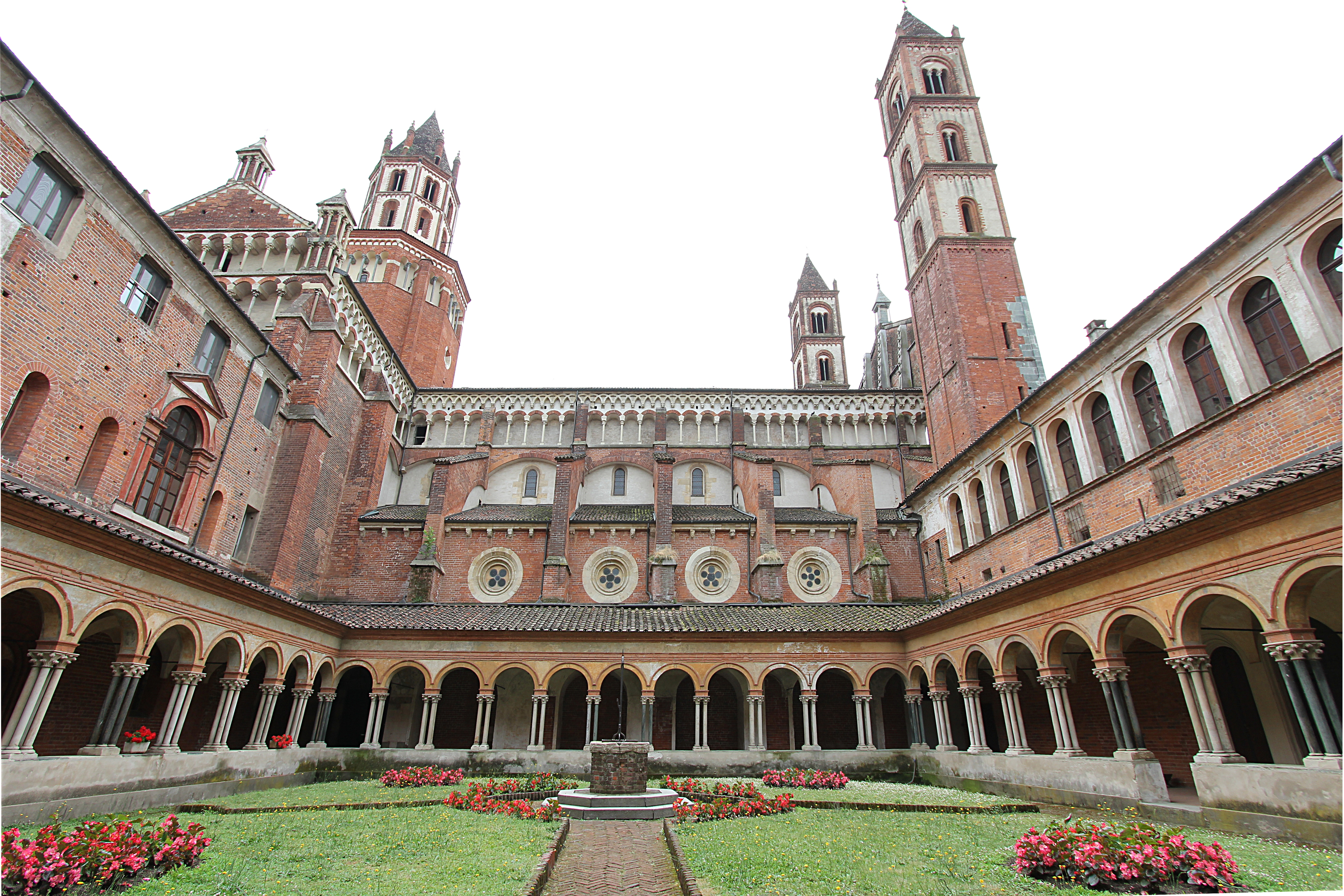
Vista en escorzo del claustro

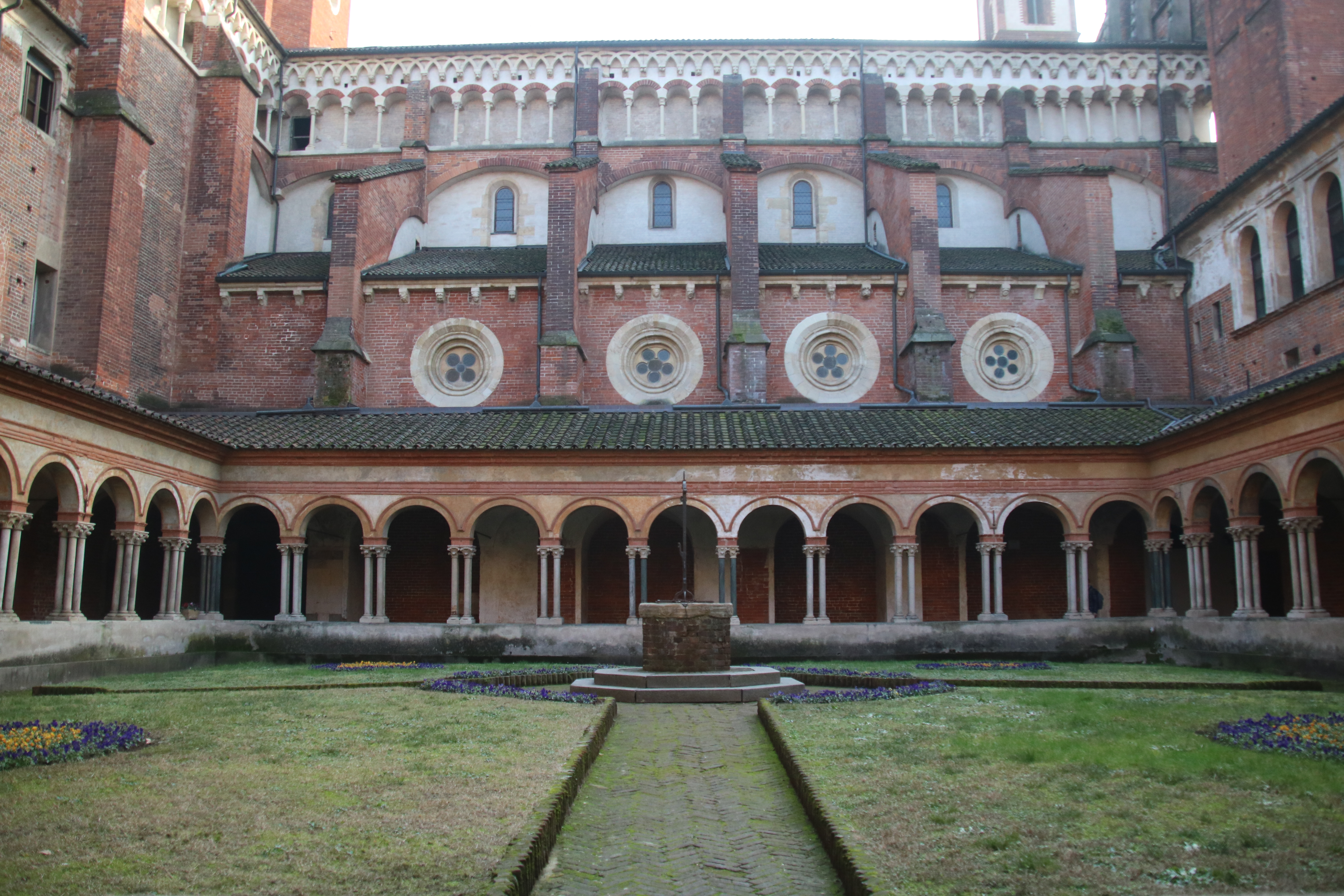
Lado derecho de la basílica cerrando el claustro

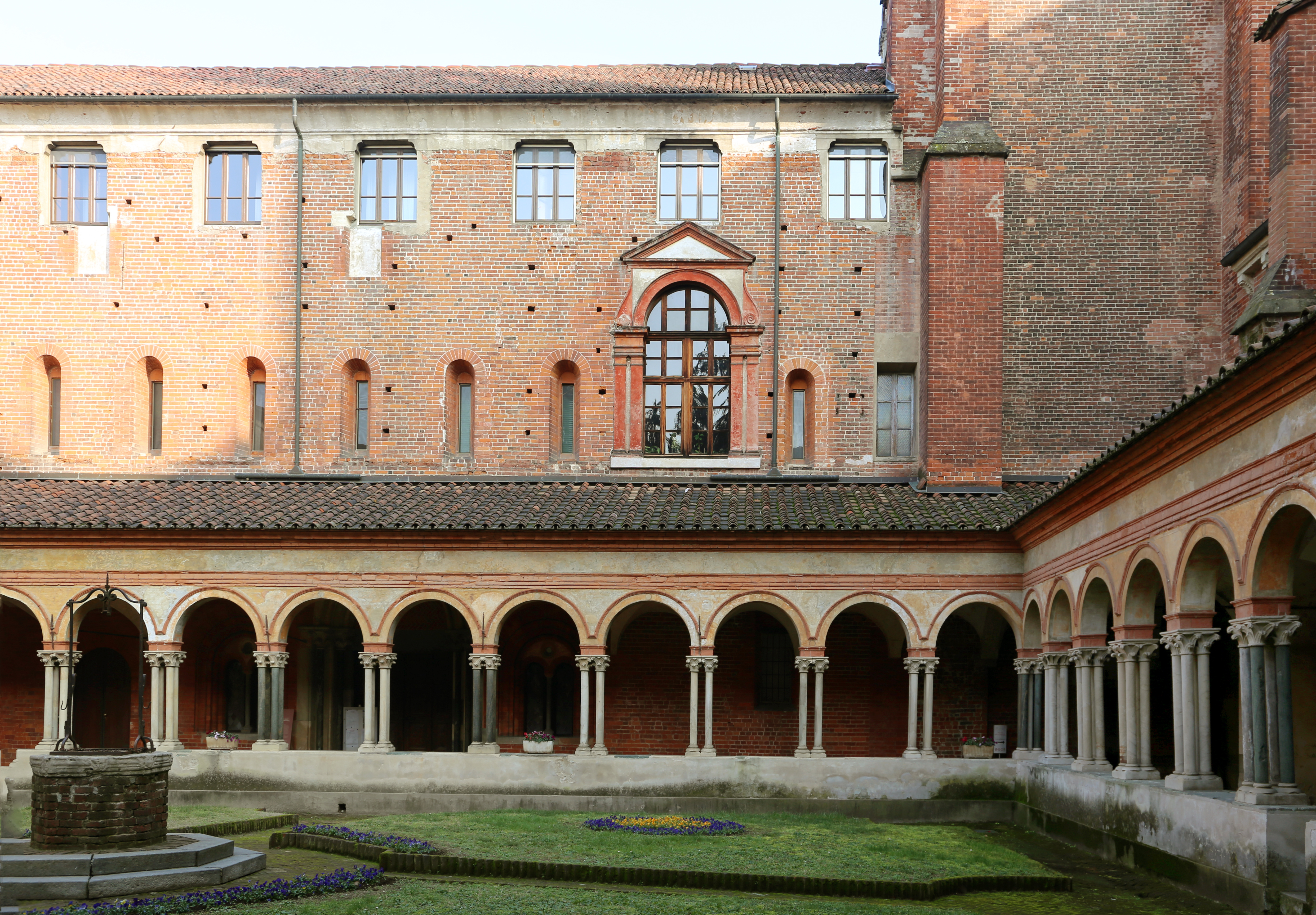
Lateral del claustro

A la derecha de la basílica se desarrolló el monasterio construido por el cardenal Guala Bicchieri para los monjes victorianos. De las antiguas habitaciones que aún se pueden admirar, se debe mencionar sobre todo la espléndida sala capitular (con cuatro columnas centrales que sostienen las costillas de los nueve arcos de la bóveda) y, aunque remodelado, el claustro construido en el centro de las instalaciones del monasterio.
Una reestructuración del claustro tuvo lugar durante el siglo XVI e implicó la cobertura de los pasillos que originalmente debían tener un techo inclinado sostenido por cerchas de madera; en esa ocasión se decidió reutilizar las columnas del antiguo claustro. La estructura del nuevo claustro construido en el siglo XVI es la que se ve hoy en día: se caracteriza por la presencia de arcos de medio punto y de bóvedas de crucería sostenidas por las columnas originales, dispuestas en grupos de cuatro que descansan en una única base. Los capiteles son de crochet, en consonancia con una elección estilística unitaria que también afecta a todas las columnas que decoran el exterior de la basílica. En los intradós de los arcos se encuentran restos de frescos decorativos, geométricos y de grottesca.
Los cornisas de terracota que subrayan agradablemente los arcos que se abren al gran patio con el pozo también datan del siglo XVI.
Una restauración reciente ha restaurado el portal que conecta el claustro con la nave izquierda de la basílica. La luneta del portal (originalmente colocada en la entrada de la sala capitular) muestra importantes relieves del siglo XIII con el Agnus Dei rodeado de las figuras del Bautista y de san Juan Evangelista. De particular interés, a la derecha del portal, hay una acquasantiera que sobresale de una ménsula que contiene dos pares de columnas coronadas a su vez por un arco trilobado; en el centro sobre el cuenco, hay un relieve con motivos vegetales y una mano sosteniendo la cruz de Cristo.
Desde el claustro, la vista del lado izquierdo de la basílica es sorprendente, con los óculos que iluminan el pasillo lateral de la basílica, los contrafuertes que se elevan hasta la nave central, los marcos de toba tallada y el majestuosa tiburio coronado por el campanario.

Vistas del claustro
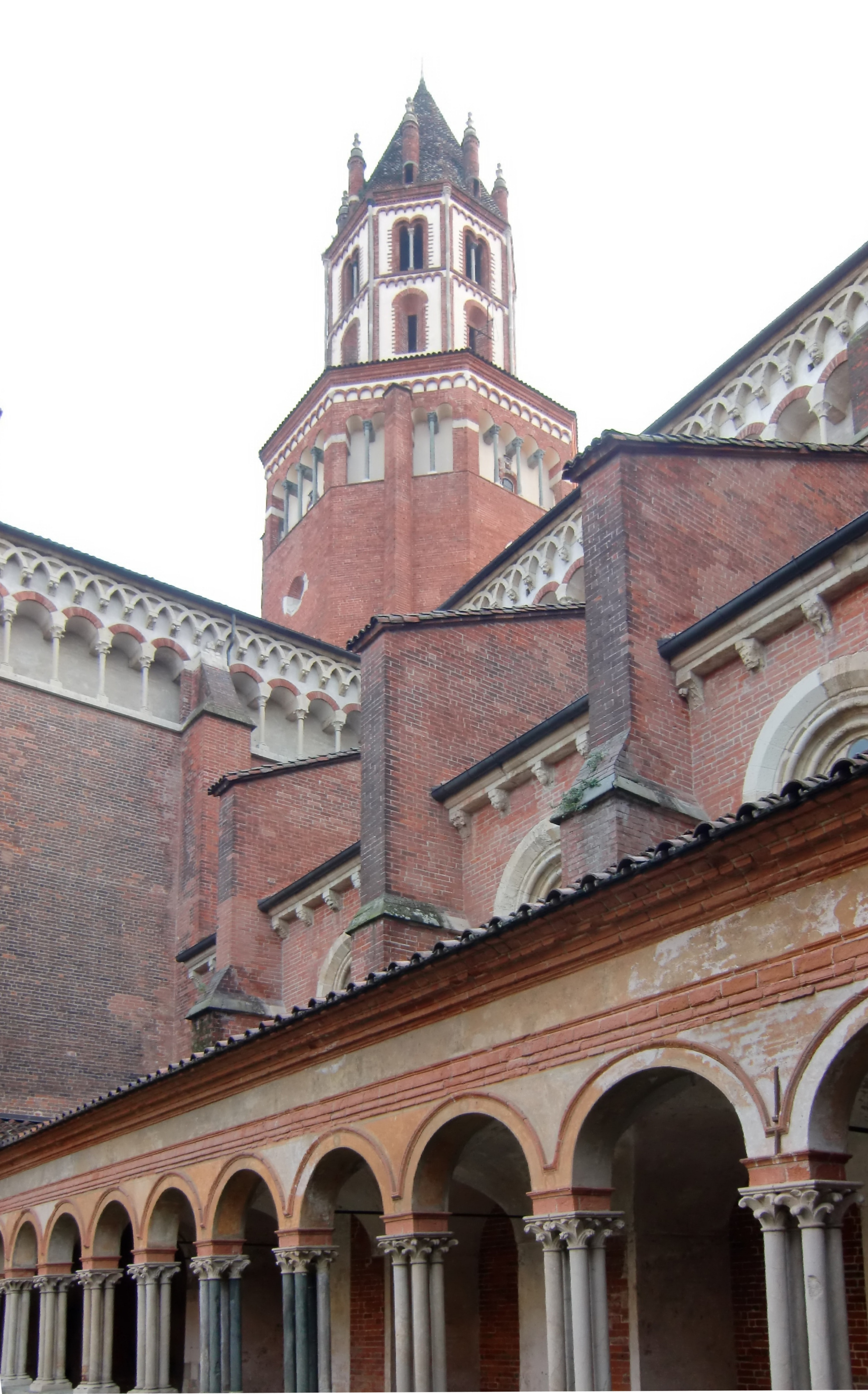
El lado derecho de la basílica y el tiburio visto desde el claustro
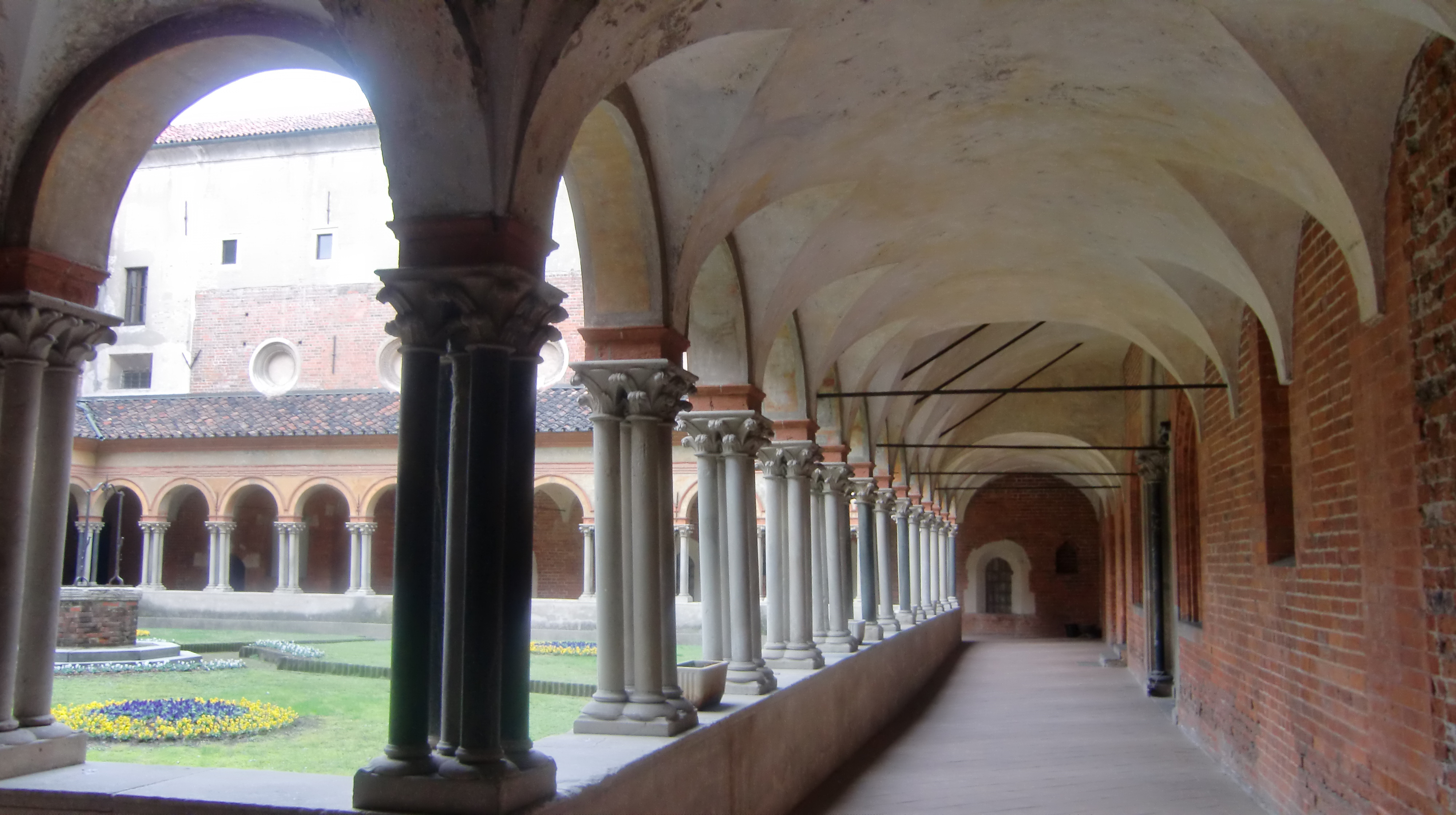
Vista del claustro
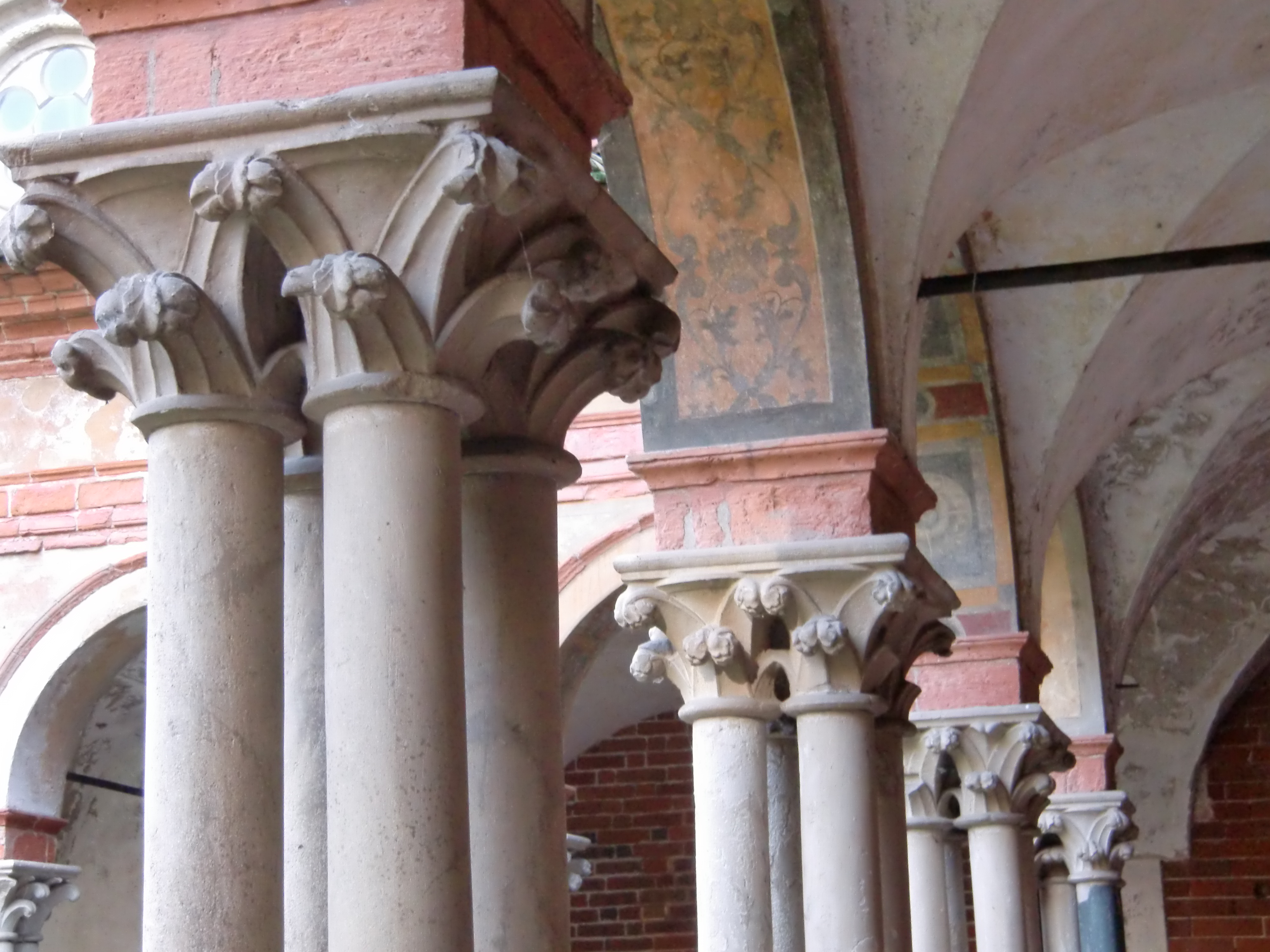
Claustro, capiteles de crochet
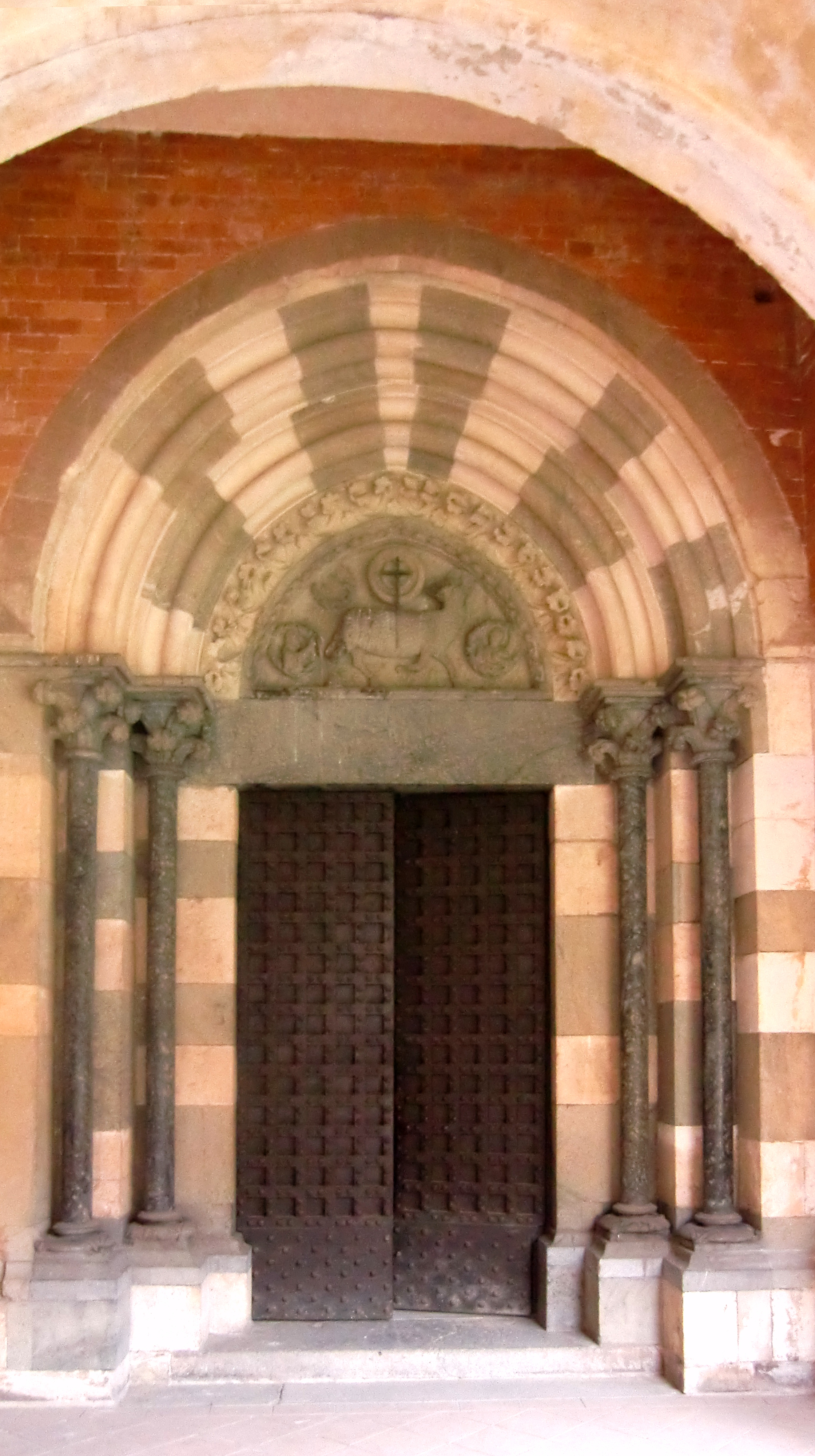
Portal que conecta el claustro con la iglesia
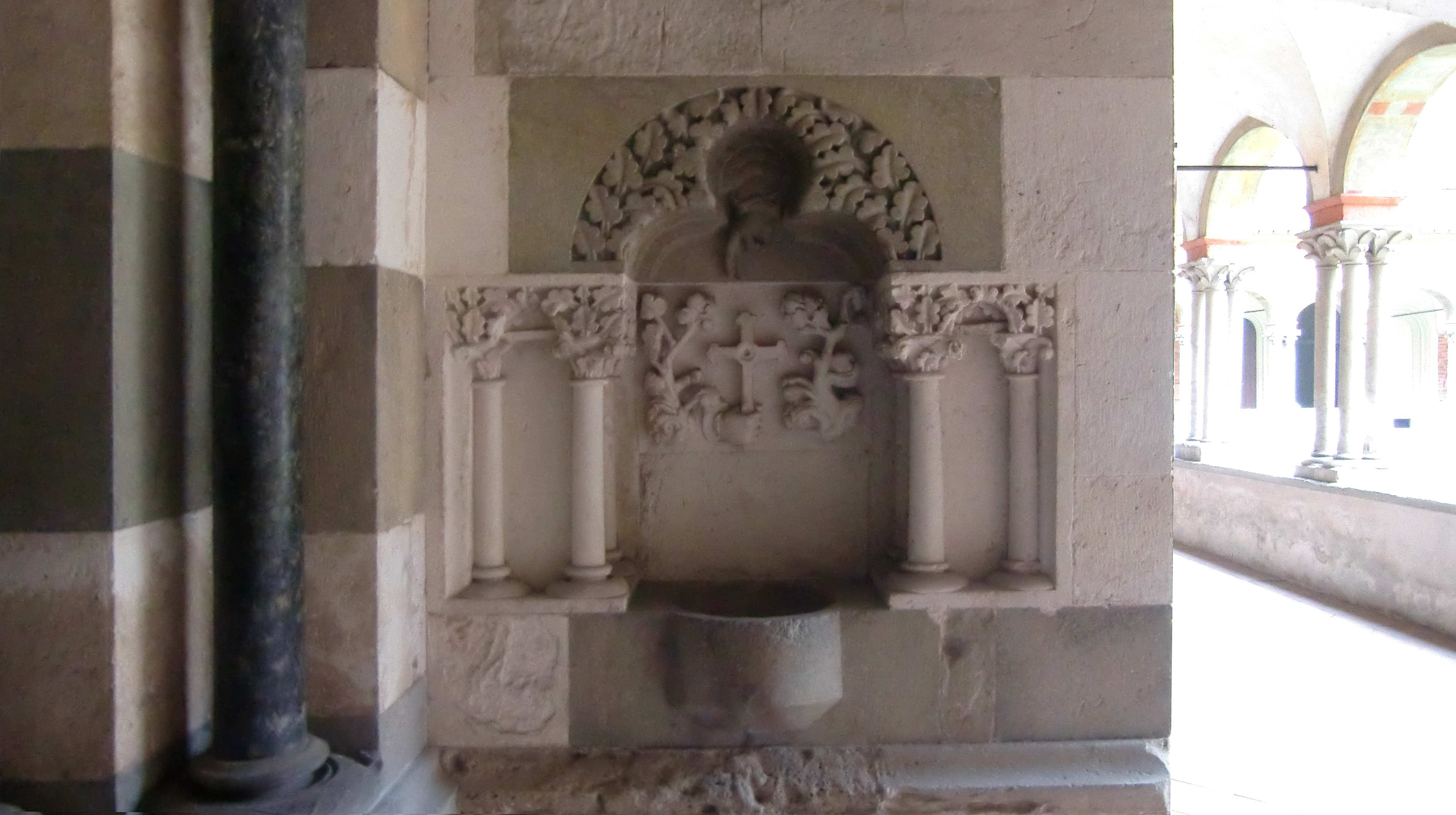
Fuente de agua bendita colocada en el claustro

### Interior

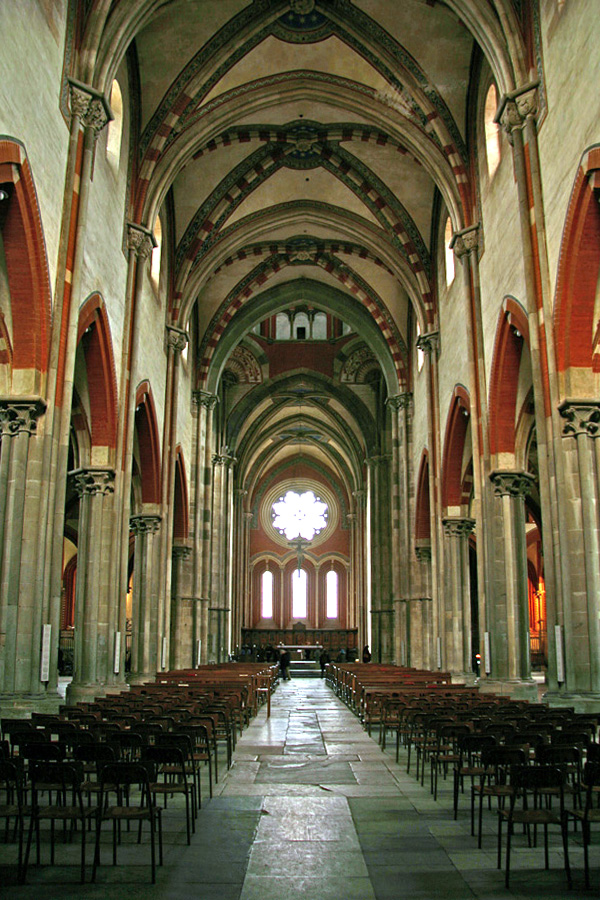
Vista de la nave mayor

Una franca huella gótica caracteriza el interior de la basílica, con sus tres naves, el transepto, el alto tiburio y el coro.
Las tres naves están separadas entre sí por arcos ogivales sostenidos por pilastras fasciculadas con un elemento central cilíndrico rodeado de ocho columnillas, cuya membratura se elevan a lo largo de las paredes hasta que se unen con las nervios de las bóvedas de crucería góticas que marcan los diferentes tramos, rectangulares en la nave central, cuadrados en las laterales. Los espacios internos destacan por la bicromía de las arquivoltas y de las diferentes membraturas. Se crea así, junto con el rojo de los arcos ojivales, un fuerte contraste cromático con el blanco de las paredes desnudas, produciendo un subrayado de las estructuras arquitectónicas altamente sugerente.
La nave lateral derecha toma la luz de seis ventanas geminadas, mientras que la izquierda está iluminada por la misma cantidad de oculi abiertos en la fábrica del costado del claustro. En cada uno de los dos brazos del transepto hay dos capillas absidiales.
En la intersección de la nave y del transepto, sobre el crucero, se eleva el tiburio. Las cuatro pechinas que marcan la conexión entre el tiburio y la estructura sustentante están adornadas con singulares columnas apoyadas sobre ménsulas con figuras que se elevan hasta alcanzar las trompas cónicas del tiburio, donde, sobre otras ménsulas de piedra, hay esculturas (de la escuela antelamiana) que representan los cuatro símbolos de los Evangelistas. Estas ménsulas están a su vez dominadas por una curiosa decoración de frescos con abanicos y espirales. Más arriba, a lo largo de las ocho paredes del tiburio, hay una galería con arcadas ciegas (tres en cada lado) que preceden a la bóveda del domo marcada por sus ocho segmentos.
Más allá del espacio del capocroce, en el ábside que cierra longitudinalmente la nave central, se encuentra el presbiterio y el gran coro de planta rectangular, iluminados copiosamente por un rosetón y tres grandes monoforas y decoradas con puestos de madera de principios del Cinquecento.

Interior de la basílica
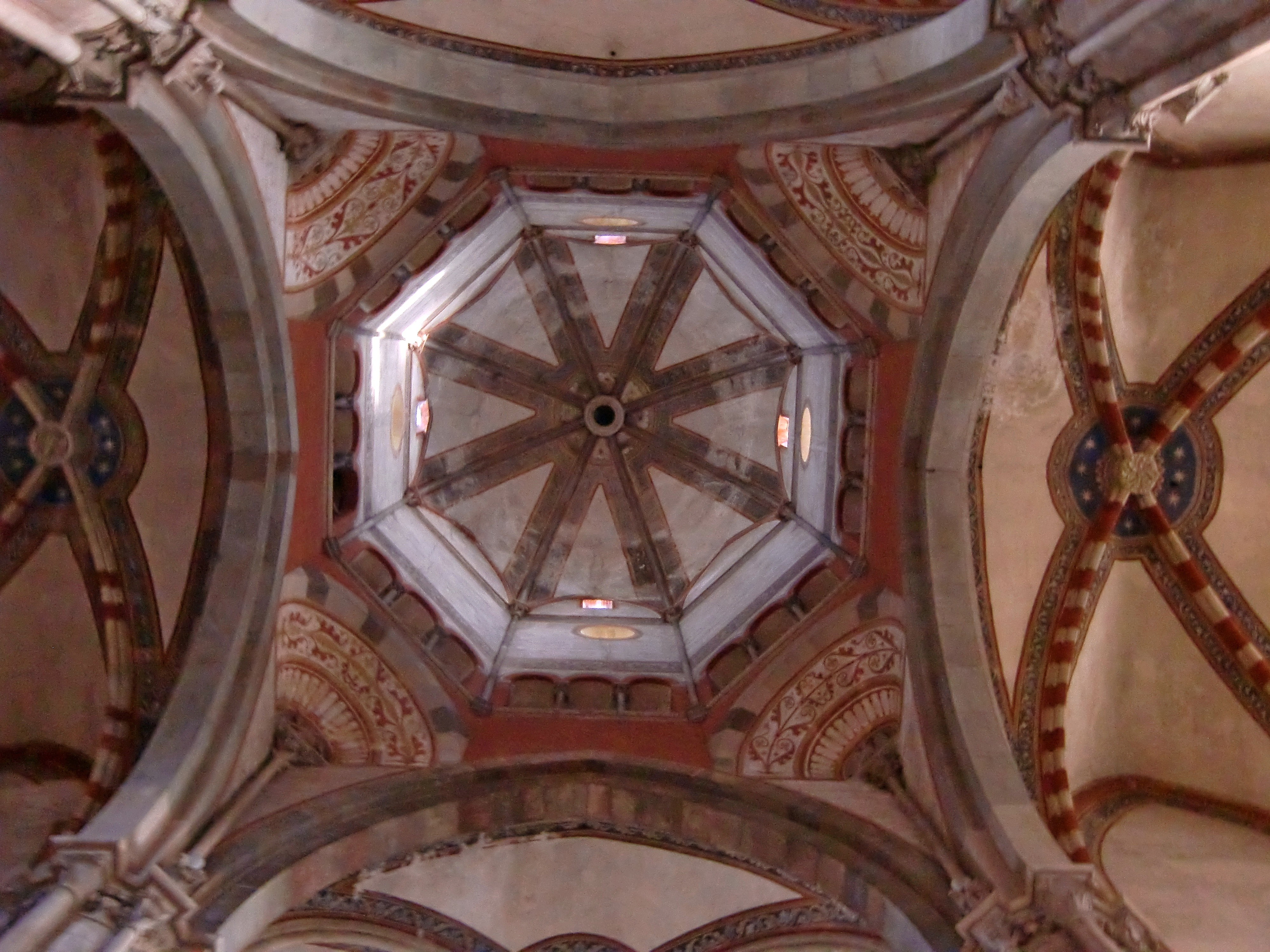
Vista del tiburio
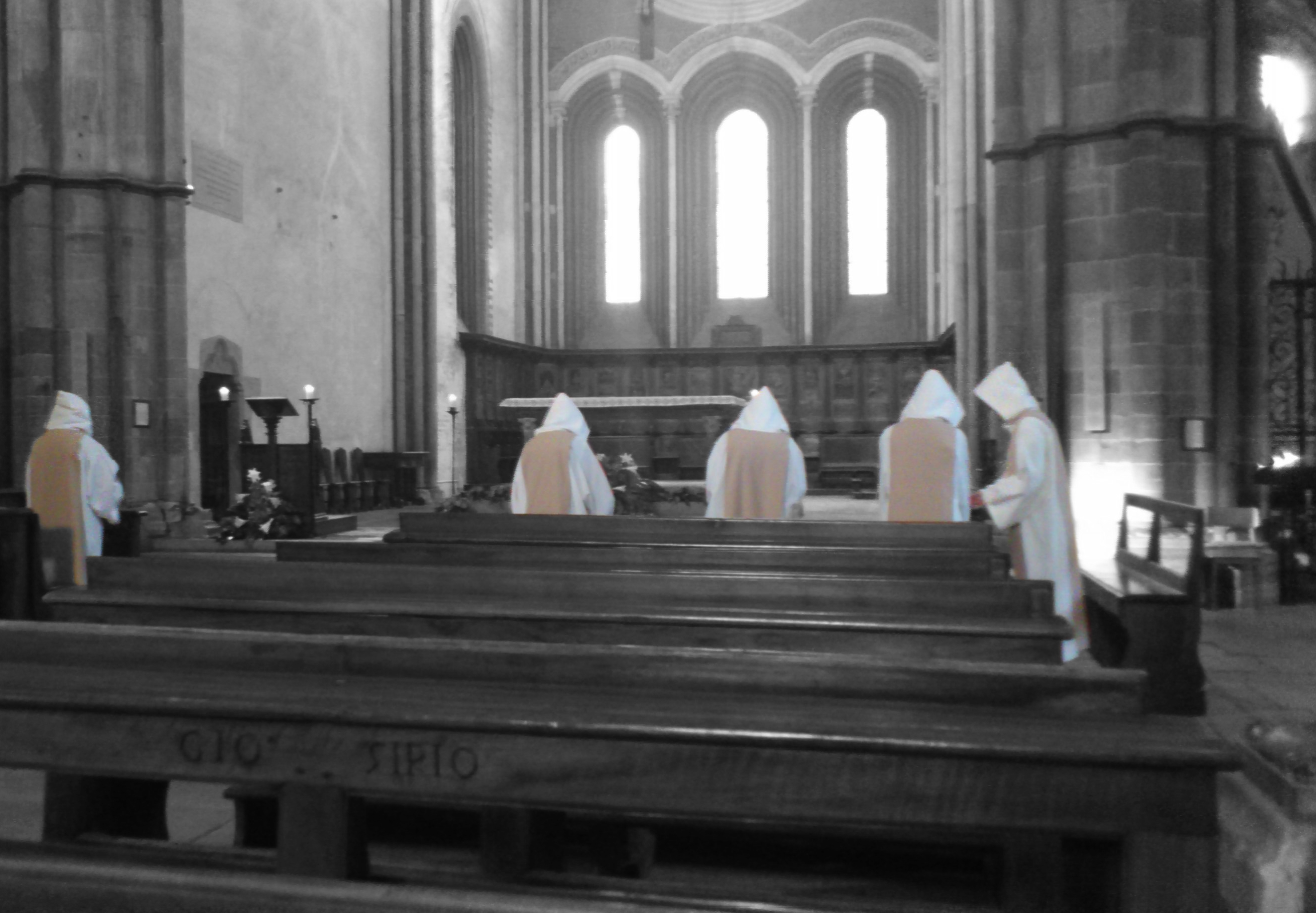
Remate interior del transepto
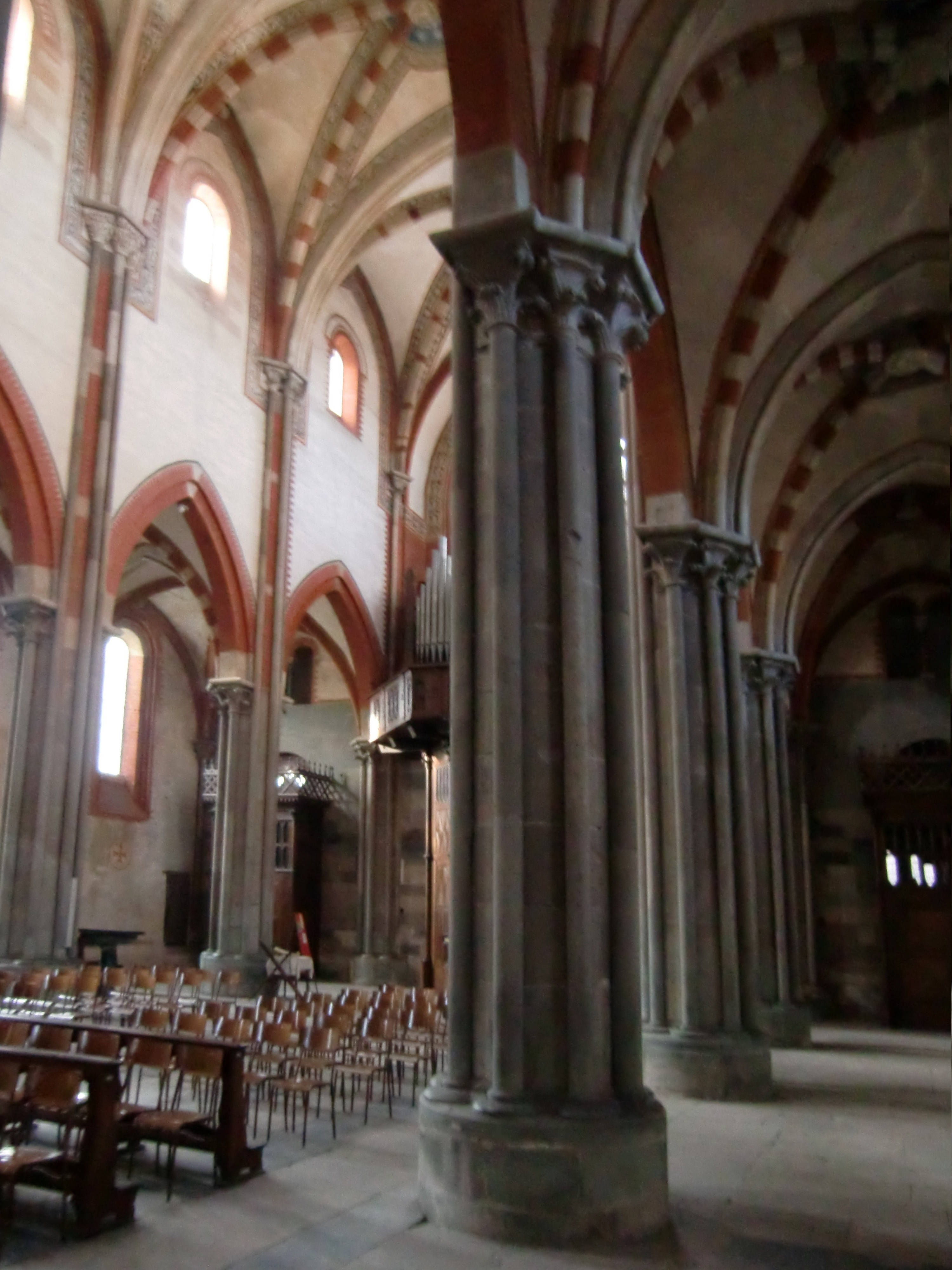
Interior de la basílica: pilares fasciculados
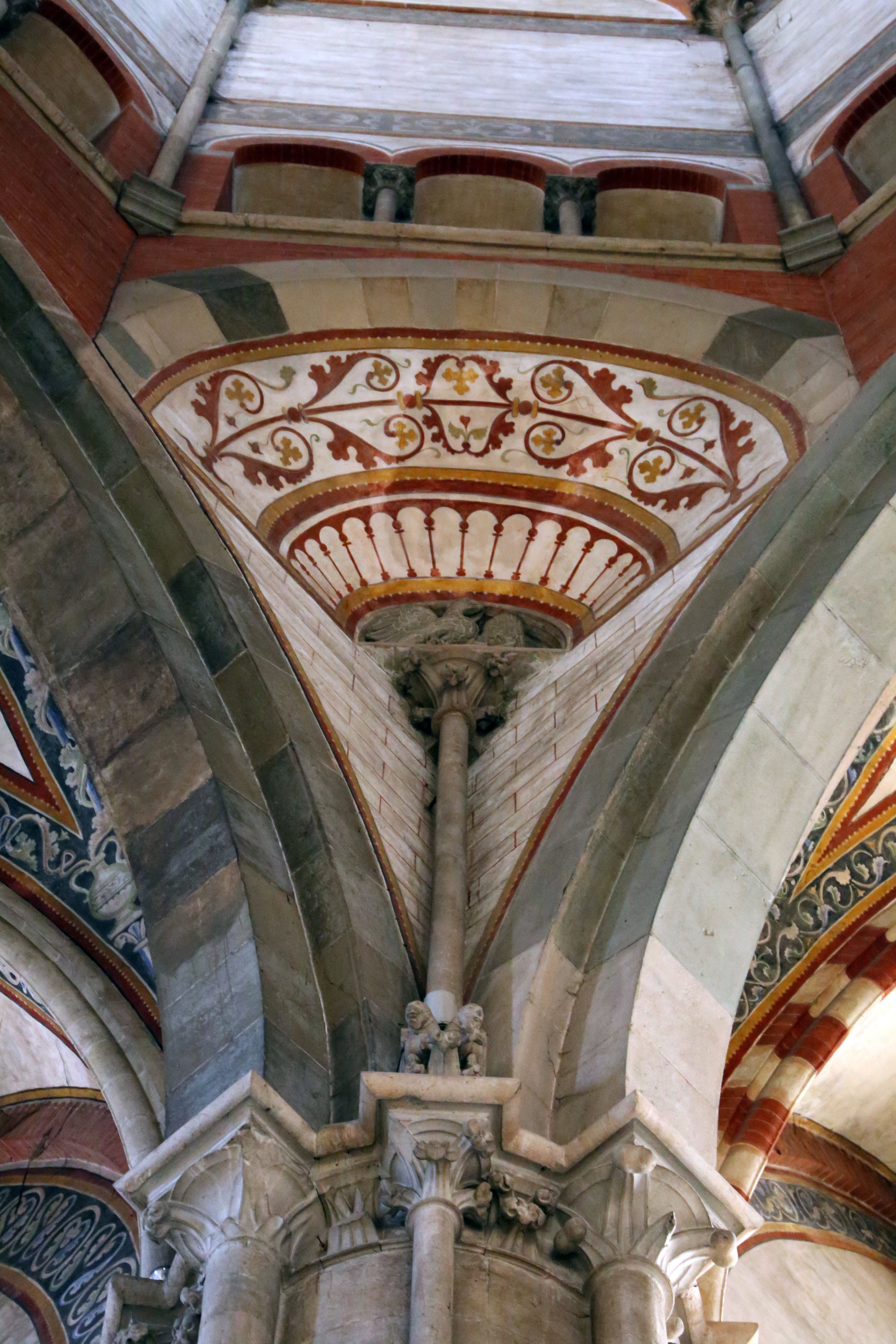
Transición entre el crucero y el tiburio
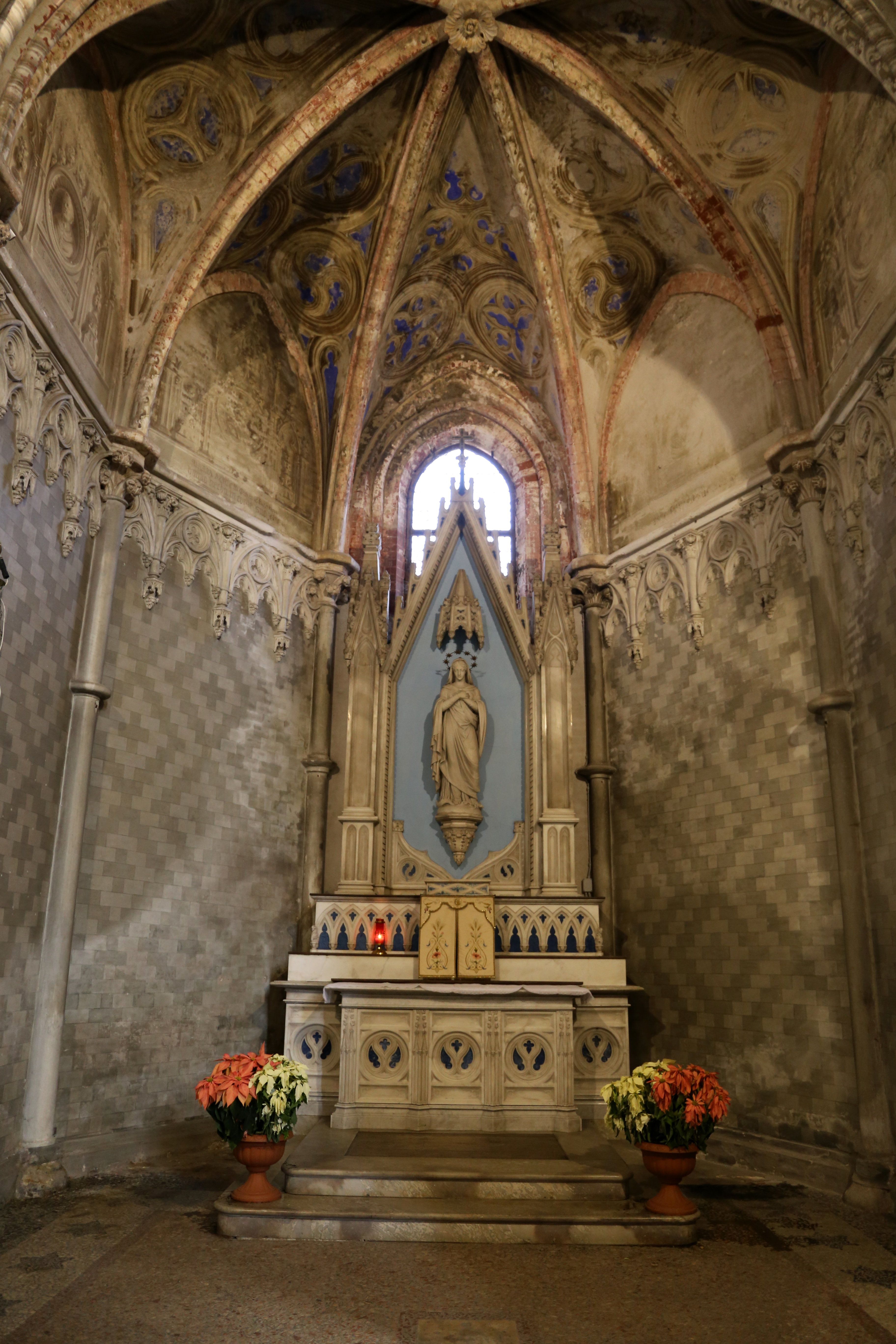
Capilla neogótica

#### Obras artísticas

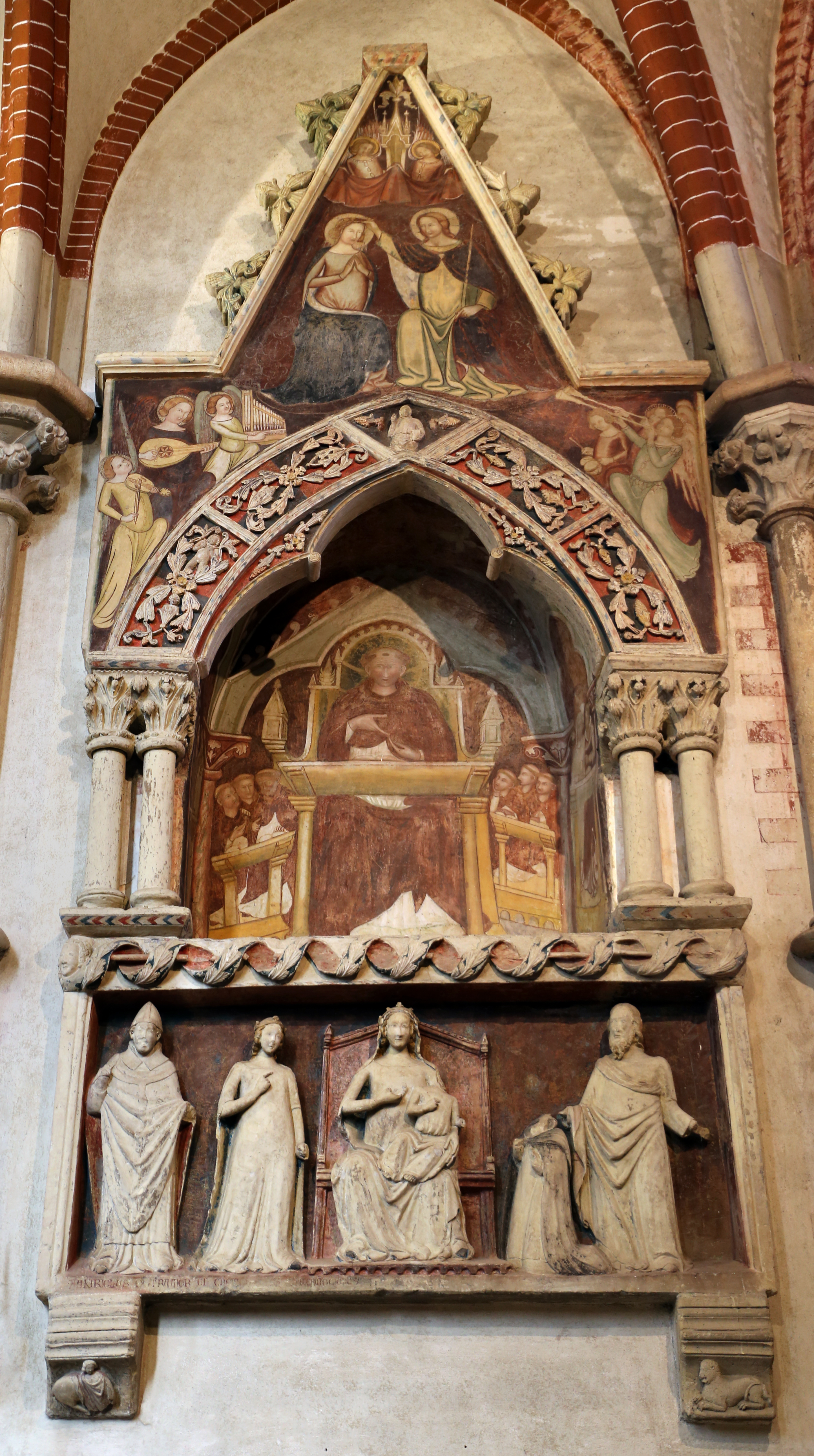
Monumento fúnebre del abad Tommaso Gallo

En el interior, la basílica se muestra despojada de elementos decorativos salvo el subrayado cromático de la delgada tensión gótica de los arcos y bóvedas.
Entre las obras de arte que se conservan, debe mencionarse el monumento fúnebre a Tommaso Gallo, el abad victoriano de París a quien el cardenal Bicchieri confió la erección de ta abadía y quien fundó un importante centro de reflexión teológica en Vercelli. El monumento, ubicado en la última capilla a la derecha que domina el transepto, data de mediados del siglo XIV. En el frente del sarcófago hay un grupo de figuras en altorrelieve (algunas ahora mutiladas): en el centro se encuentran la Virgen y el Niño; a la derecha está el relieve del abad Tommaso piadosamente arrodillado y presentado a la virgen por el apóstol Andrés; a la izquierda las figuras de santa Catalina de Alejandría (patrona de los estudios filosóficos) y del Pseudo Dionisio Areopagita (a cuya teología mística Tommaso había dedicado estudios específicos).
Sobre el sarcófago hay un nicho elegante que alberga un fresco de la escuela lombarda que representa l'abate Tommaso in cattedra; figuras de Angeli musicanti rodean el anillo del nicho. A su autor se le llama convencionalmente Maestro della Tomba di Tommaso Gallo.
En la primera capilla en el brazo izquierdo del transepto hay un crucifijo de madera pintado que probablemente data de finales del siglo XV, quizás obra de un artista valsesiano.
De particular interés son también las sillerias de madera del coro. Es una obra creada, a partir de 1511, por el 'ebanista cremonés , Paolo Sacca. Los estalos, dañados en 1802 durante la supresión de las órdenes religiosas, fueron restaurados en 1829 por el ebanista de Vercelli Ignazio Revelli. Veinticinco son las incrustaciones de Paolo Sacca que se han conservado: en la cátedra central del coro hay una tarsia di Sant'Andrea (incrustación de San Andrés); los otros veinticuatro forman una teoría interesante de naturalezas muertas, de objetos litúrgicos y de vislumbres de paisajes urbanos. En uno de ellos también está la representación de la propia fachada de la basílica de Sant'Andrea.

Los temas se inspiran en la naturaleza y en la vida humana, en la música y en el culto litúrgico. Se respira el clima cultural del Renacimiento, en el que se fusionan la naturaleza y la razón, los estudios matemáticos y ópticos.
Incluso los edificios diseñados son en parte reales, en parte ideales, de acuerdo con los cánones de la arquitectura que surgieron en la transición de la Edad Media a la época moderna a través de los escritos de L.B. Alberti.
I soggetti traggono ispirazione dalla natura e dalla vita umana, dalla musica e dal culto liturgico. Si respira il clima culturale del Rinascimento, in cui si fondono natura e ragione, studi matematici ed ottici.
Anche le costruzioni disegnate sono in parte reali, in parte ideali, secondo i canoni dell'architettura che si andava affermando nel passaggio dal Medioevo all'epoca moderna attraverso gli scritti di L. B. Alberti
Cfr. M. Cappellino, Il coro ligneo della basilica di S. Andrea, Vercelli, 1989, pag. 14

Obras artísticas de la basílica
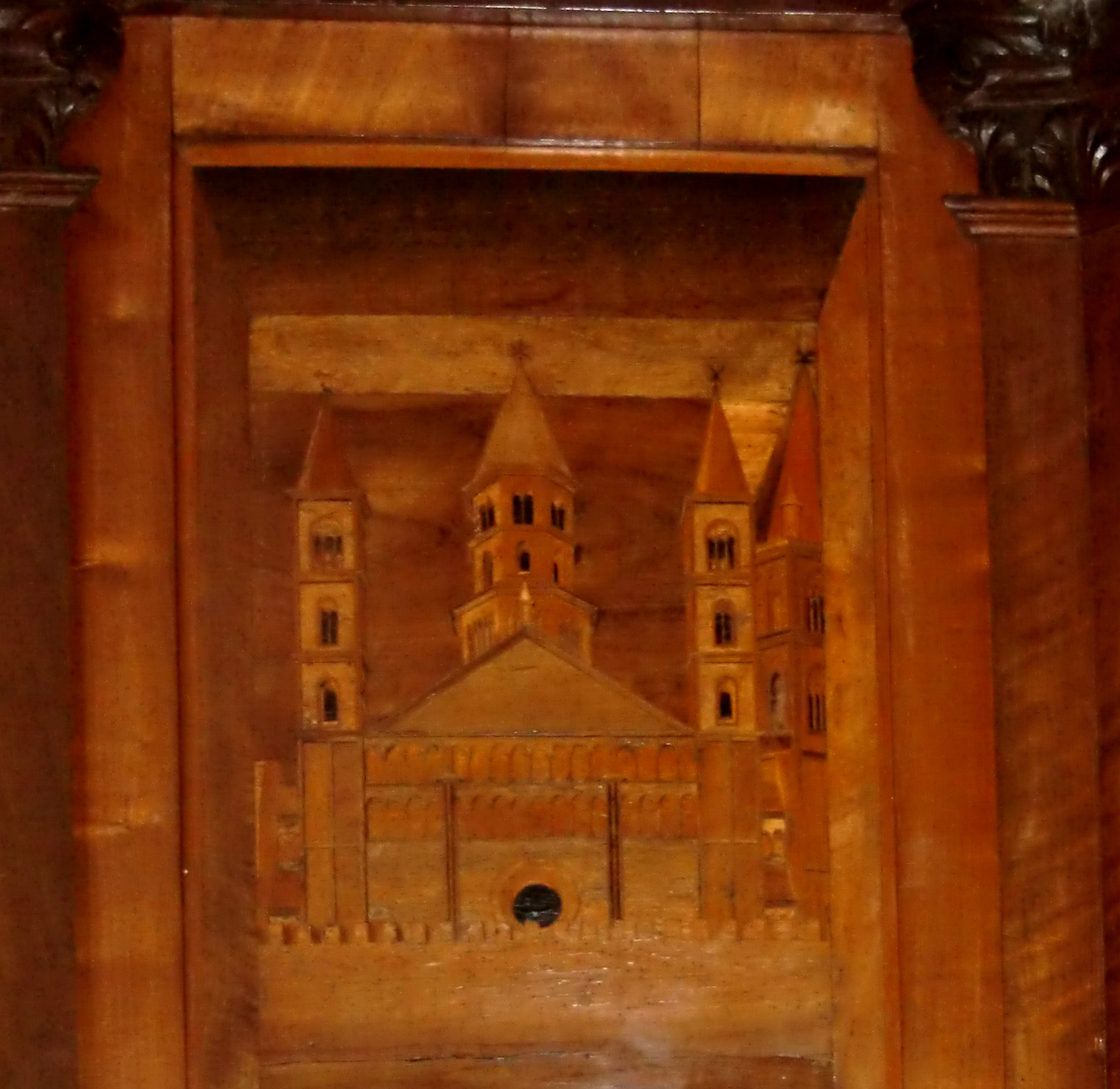
Paolo Sacca, Tarsia con la facciata della basilica, ca. 1511
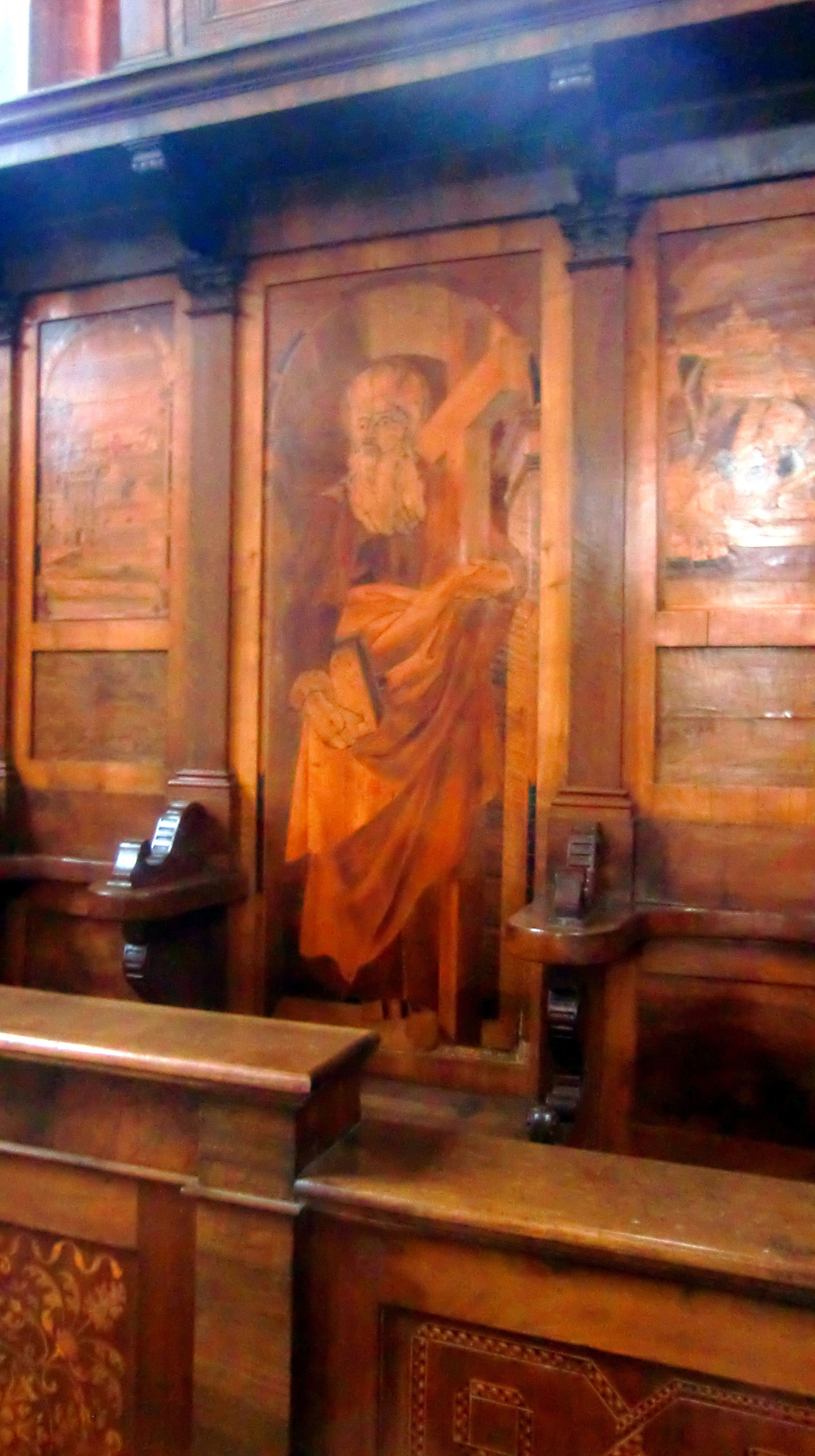
Cátedra central del coro: tarsia de Paolo Sacca, ca 1511
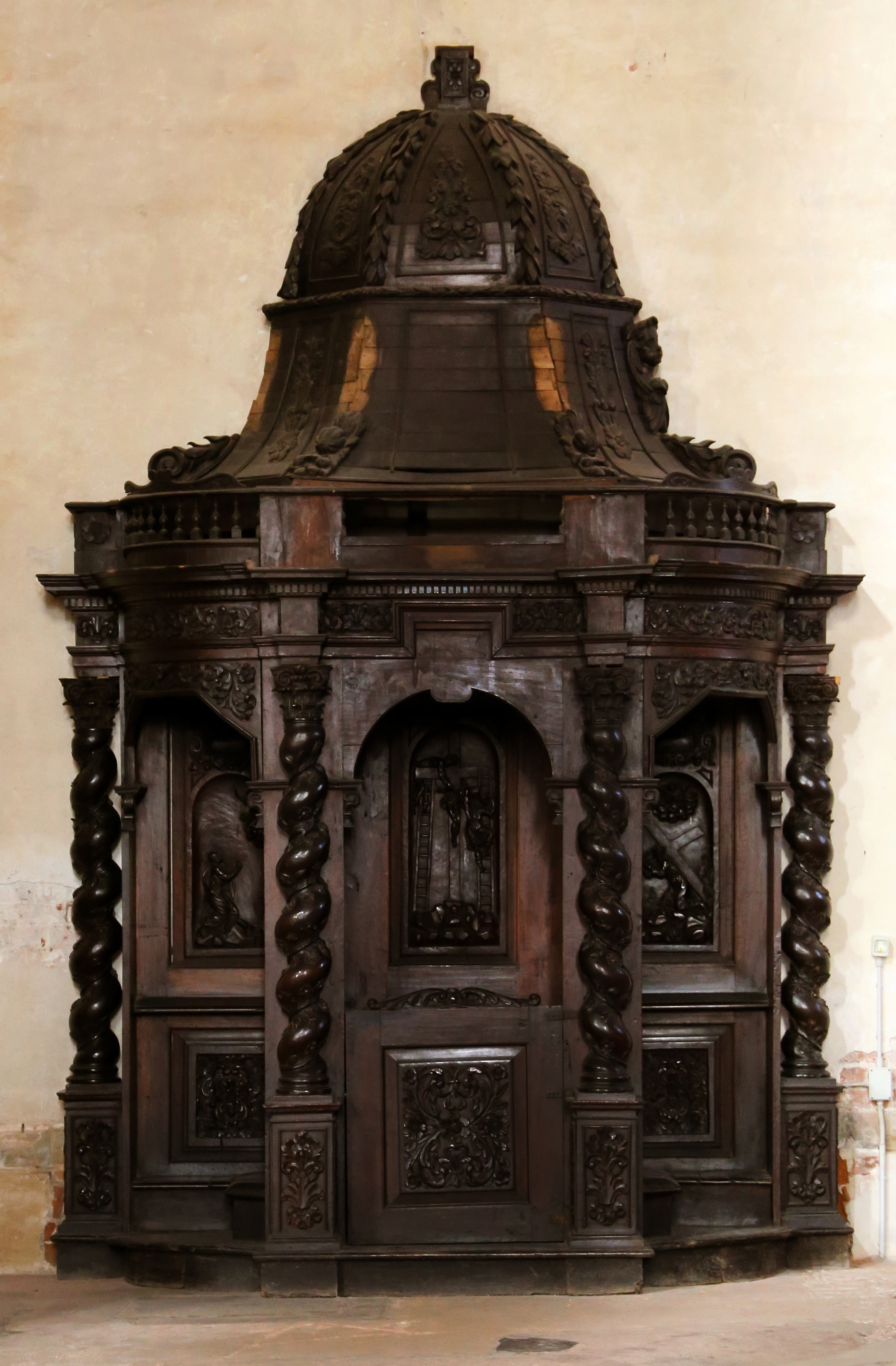
Confesionario barroco (ca. 1690)

#### Órgano de tubos
En la cantoria de madera en el mostrador, está el órgano de tubos, construido en 1839 por el organero bosino Luigi Maroni Biroldi.
El instrumento, con una transmisión completamente mecánica, tiene una consola con ventana, con dos teclados, Grand'Organo l el segundo (61 teclas, extensión Do-Do), Eco el primero (56 teclas, extensión Fa-Do) y una pedalero de 27 notas que no es el original.

## Imágenes de la basílica

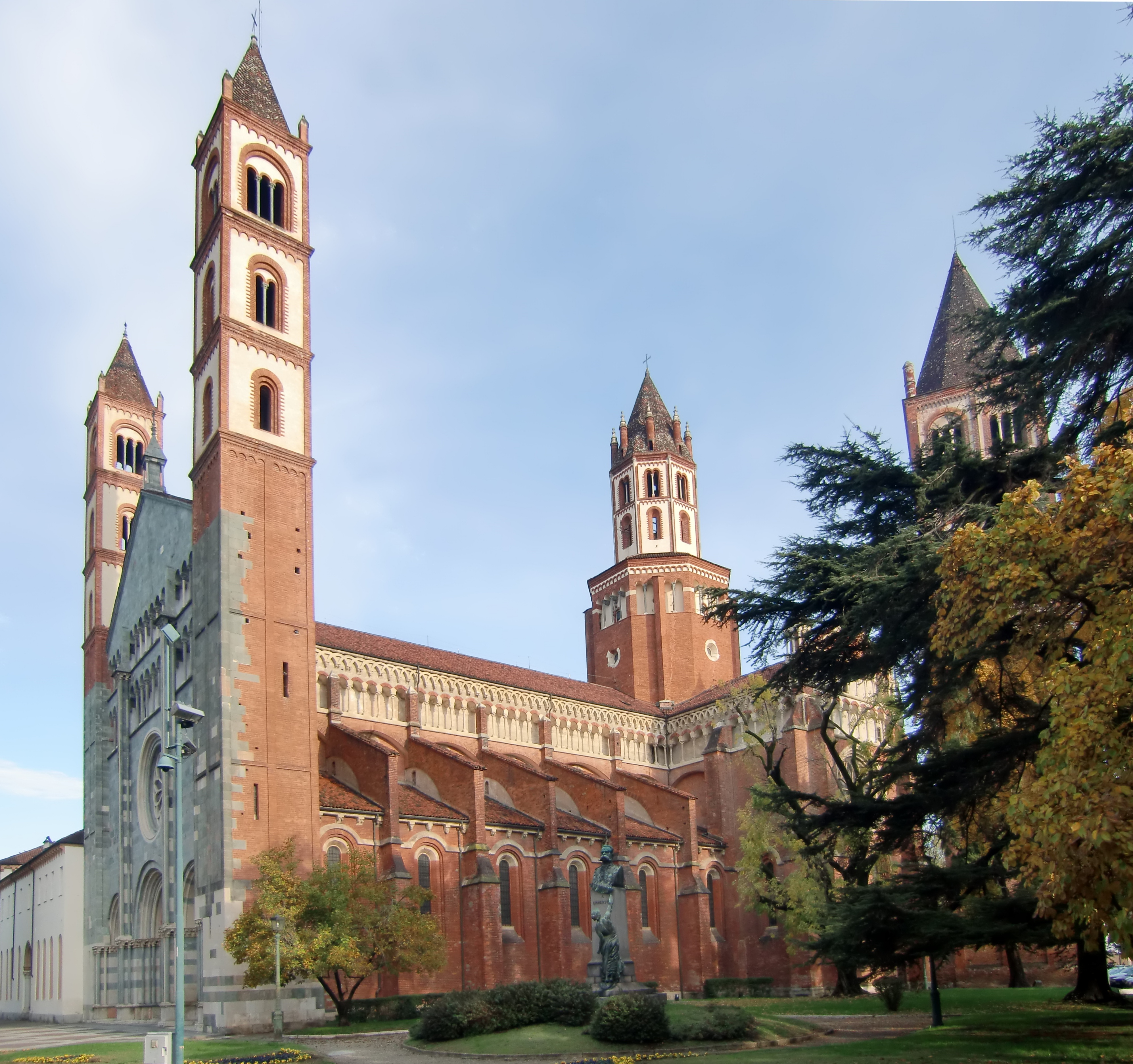
Vista del lado derecho de la basílica
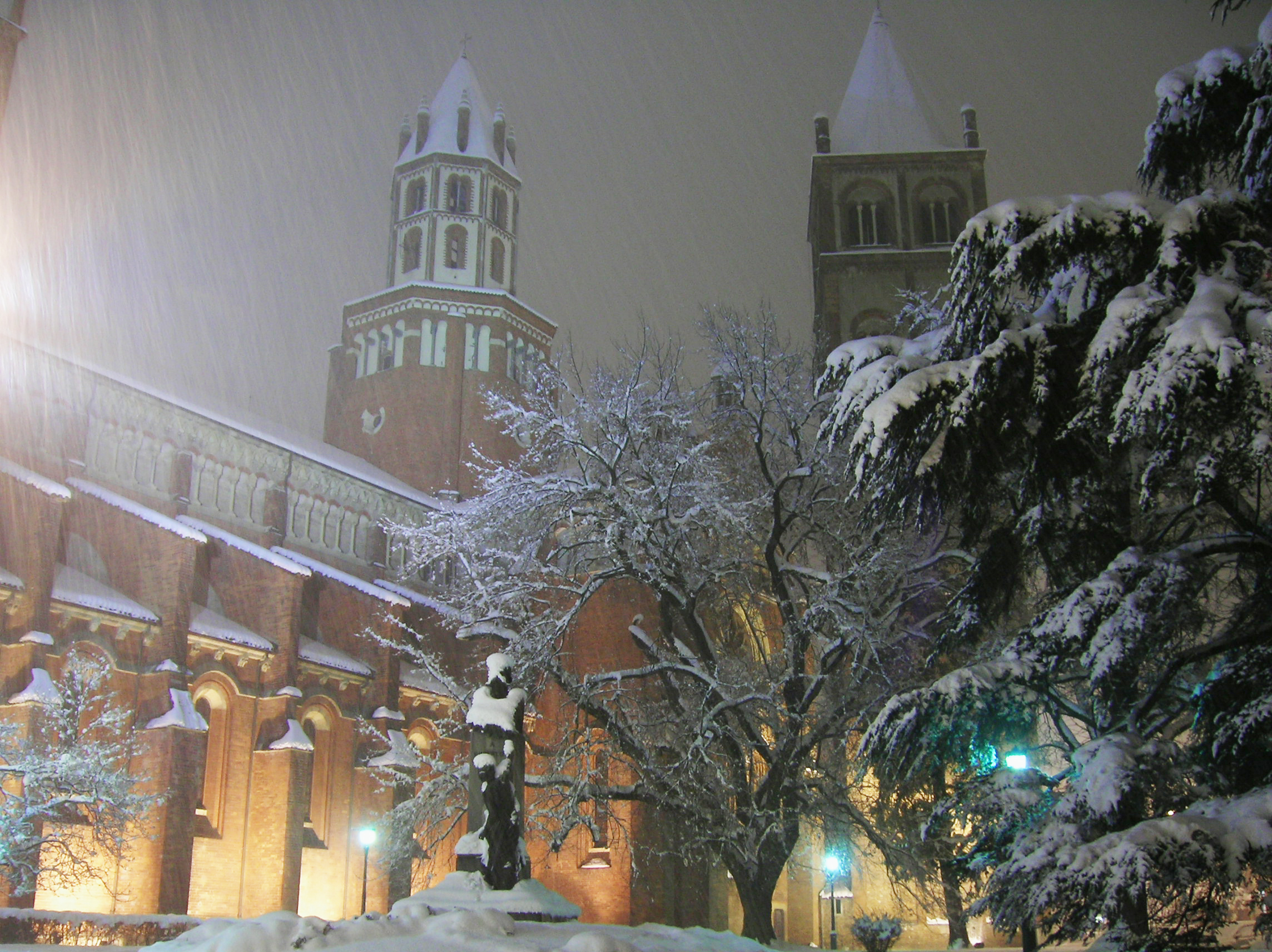
La basílica bajo la nieve